# Jinonice
Jinonice jsou městská čtvrť a katastrální území v Praze, nacházejí se v kopcovitém terénu na jihozápad od centra na levém břehu Vltavy. Sousedí s Košířemi, Motolem, Radlicemi, Hlubočepy, Holyní a Stodůlkami. Celé Jinonice spadají do městského obvodu Praha 5, z toho většina katastrálního území patří k městské části Praha 5 a malá část území na západě (Nová Ves včetně retenční nádrže Asuán na Prokopském potoku) pak k městské části Praha 13, kam byla převedena pravděpodobně při správní reformě od 1. července 2001. Součástí Jinonic je také historická osada Butovice.

## Historie

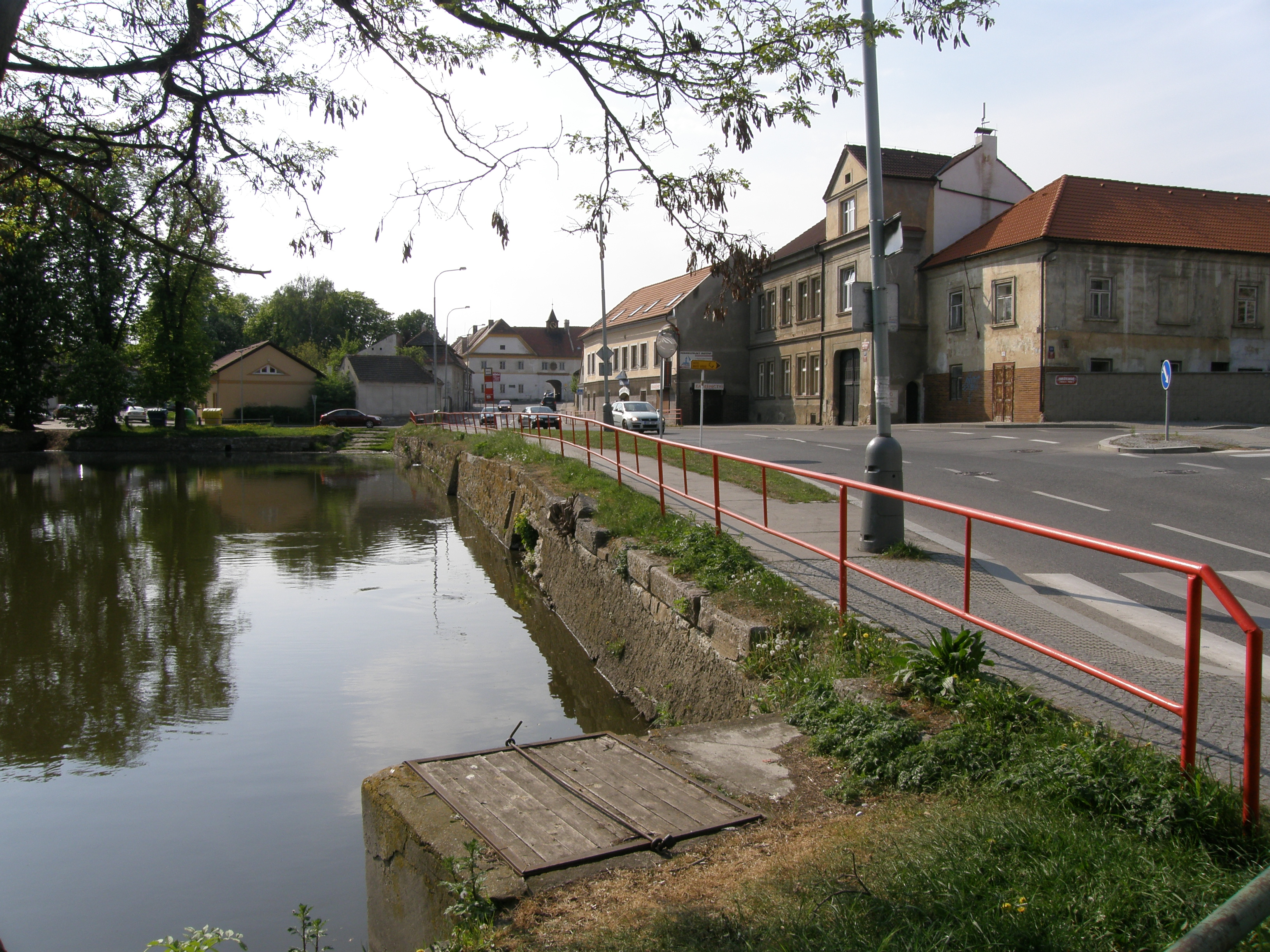
Bývalá náves s rybníkem, v pozadí zámek

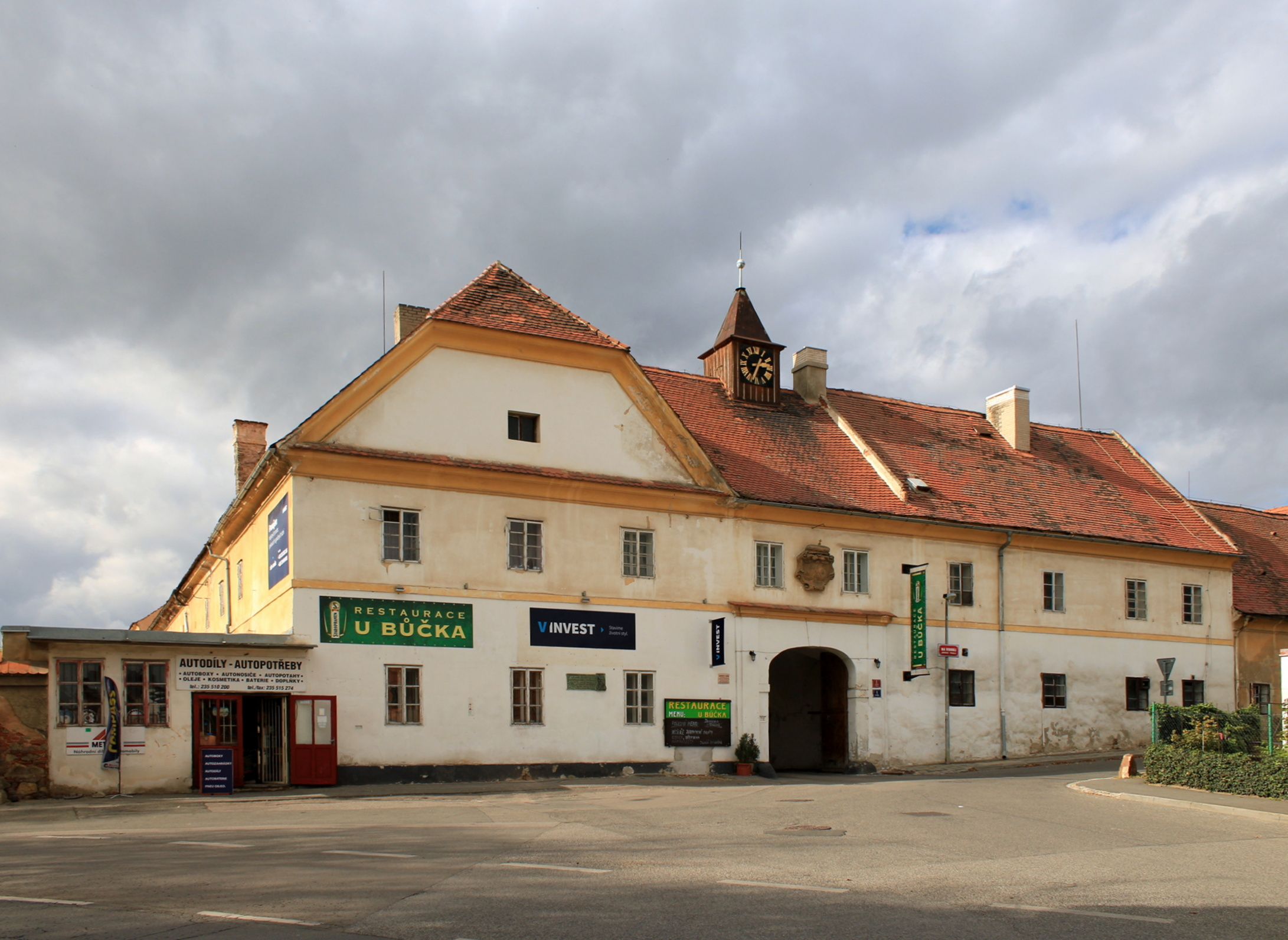
Schwarzenberský zámeček Jinonice

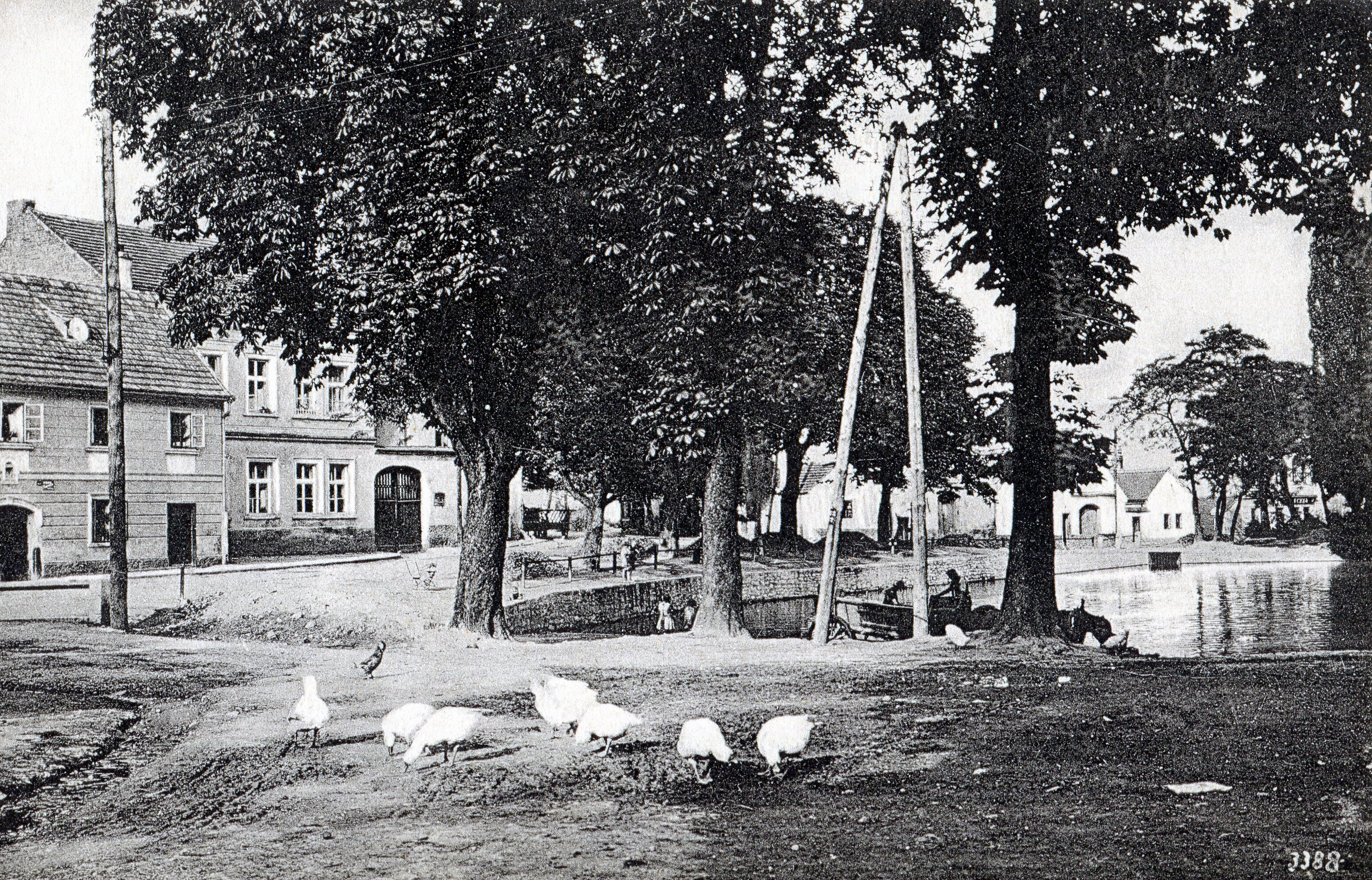
Jinonická náves s rybníkem, kolem roku 1933

O tom, že území Jinonic bylo osídleno nejméně před cca 20 000 lety svědčí archeologické nálezy z Prokopské jeskyně z poslední doby ledové. V mladší době kamenné se tehdejší zemědělci usadili na vysokém ostrohu, na němž vzniklo slovanské hradiště, které vzniklo zřejmě v 9. století a zaniklo v 11. století. Pravěké osídlení zde bylo velmi husté, což potvrdila obrovská řada archeologických nálezů, nalezených na území stodůleckých sídlišť těsně před jejich stavbou. V Jinonicích objevili archeologové pohřebiště z mladší doby železné.
Ves Jinonice (německy Jinonitz, či Ginonitz) pod vrchem Vidoulí je jmenována roku 1088 v zakládací listině kolegiátní kapituly na Vyšehradě jako Ninonice (německy Ninowitz, odvozeno od osobního jména Ninoslav,) společně se vsí Butovice. Tehdy zde kapitule patřil jeden dvůr s poli a tři poddaní. Zbytek zůstal v majetku českého panovníka (tehdy to byl Vratislav II.). Na konci 13. století tu byl vystavěn panský dvůr, který je v roce 1620 popisován jako tvrz. Během husitských válek byl zdejší církevní majetek zabrán Pražany a v průběhu třicetileté války byly celé Jinonice zpustošeny. Roku 1547 byly zkonfiskovány Ferdinandem I. Později koupil celé jinonické panství Albrecht Pfefferkorn z Ottopachu. Po jeho smrti v roce 1619 získala panství jeho dcera Jolana. Tato větev šlechtického rodu se kvůli rekatolizaci zařadila mezi exulanty zprvu v Pirně, poté pak před Žitavu skončila v Drážďanech. Její majetek a s ním i Jinonice získal na pobělohorských konfiskacích zbohatlý Pavel Michna z Vacínova, který roku 1623 koupil kromě Jinonic, Butovic a Nové Vsi také Hlubočepy, Řeporyje, Košíře, Radlice a část Smíchova. Hlubočepy nakonec jeho syn Václav prodal kvůli finančním problémům (vzniklým např. budováním paláce) staroměstským jezuitům v roce 1669. Roku 1678 koupil panství Jiří Ludvík ze Sinzendorfu. Ten byl však taktéž zadlužen, a tak od něj roku 1684 koupil celé panství Ferdinand Vilém, kníže ze Schwarzenbergu pro svého synovce Jana Adolfa. Ten se stal zakladatelem hlubocké větve, neboť skoupil pozemky v Třeboni a Hluboké nad Vltavou. Jelikož tvrz v té době byla již nevyhovující soudobým nárokům, začal Ferdinand Vilém stavět na jejím místě nový zámek s hospodářským zázemím, který byl později ještě několikrát přestavován. Na počátku 19. století byl zámek přestavěn známým královským stavitelem Mathiasem Hummelem. V letech 1803–1805 v Jinonicích působil stavitel Ignác Alois Palliardi. Roku 1815 byla přestavěl Karel Pollak zámeckou sýpku. Zámek má značné hospodářské zázemí, bylo zde sídlo faráře, úředníků, čeledi, po roce 1684 zde Schwarzenbergové nechali vystavět pivovar, navržený jejich dvorním stavitelem – švýcarským stavebníkem Giacomem Antoniem de Maggi, který se svým bratrem Giovannim Pietrem pracoval mj. na zámku v Toužetíně. Činnost pivovaru sloužil až roku 1896. V pravém křídle zámku stála sýpka, byly zde také chlévy s přilehlou stodolou. V 18. století byla přistavěna další hospodářská stavení. V zámku tehdy sídlila správa velkého panství, do kterého spadaly Butovice, Nová Ves, Radlice, Zlíchov, část Smíchova, Košíře a Klukovice. V letech 1803–1805 zde pobýval a působil český národní buditel, básník a lingvista Antonín Jaroslav Puchmajer, který zde psal některá svá díla – např. zde dokončil Pravopis česko-ruský a spolupracoval zde s Josefem Dobrovským. Na jeho počest je umístěna nad zámeckou vstupní branou v průčelí pamětní deska. Nad tímto portálem je dodnes také erb Františka Viléma ze Schwarzenberga, na nádvoří můžeme spatřit kašnu a sluneční hodiny. V roce 1920 prodali Schwarzenbergové (Hlubocká větev rodu) celé Jinonické panství pražské obci. Krátce poté, v roce 1922, byly Jinonice připojeny ke Praze. Zámek je obehnán dlouhou zdí, za kterou bylo postaveno několik domů. Dnes zámek slouží k hospodářským účelům, v blízké době by měl být přestavěn na luxusní hotel.
V místní části Butovice je zajímavý historický, původně románský kostel sv. Vavřince. Byl vystavěn koncem 11. století a předpokládá se, že jeho stavba souvisela se zdejším slovanským hradištěm Butovice. Pod kostelem svatého Vavřince dnes stojí poslední dvě bývalé vsi, které patřily do jinonického panství a dodnes jsou součástí jejich katastru – Butovice a Nová Ves.
Na přelomu 19. a 20. století žilo v Jinonicích asi 800 osob, většina z nich pracovala na schwarzenberském statku, někteří v Praze. Po roce 1918 začala pod Vidoulí hromadná výstavba rodinných domků, rozsáhlá výstavba pokračuje dodnes.

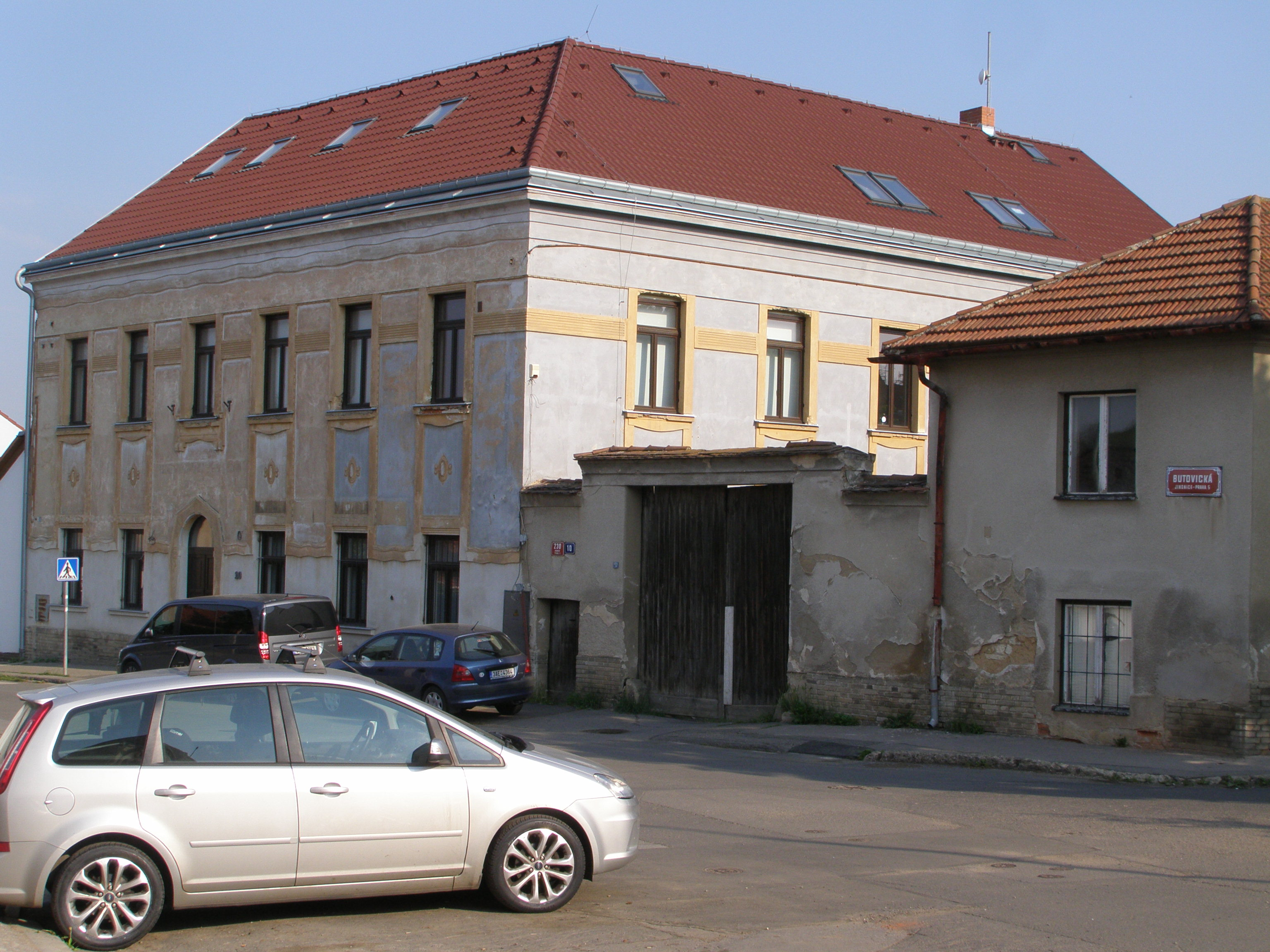
Budova bývalého hostince „Na Staré“, odkud vysílala za protektorátu ilegální radiostanice Sparta

Během druhé světové války byla v Jinonicích postřílena vojáky skupina bojovníků Ruské osvobozenecké armády generála Vlasova (ROA). Jejich těla jsou dodnes zakopána na poli blízko ulice Souběžná IV. (Podrobnosti o této události jsou uvedeny v hesle Hrob příslušníků 1. divize ROA v Jinonicích.) Dne 14. února 1945 při náletu 8. americké letecké armády měly dopadnout letecké pumy na továrnu Walter, několik bomb však poničilo obytné domy na sousední Farkáni ve Starých Radlicích. Během náletů velmi dobře posloužily zdejším a okolním obyvatelům jako úkryt jeskyně v bývalých lomech na vrchu Vidoule. Vidoule jsou jedním z nejvýše položených míst v Praze – v 50. letech zde bylo za přísného utajení vystavěno Velitelské stanoviště 71. protiletadlové raketové brigády, které bylo využíváno až do roku 1985.
Jinonicemi protéká Jinonický, Prokopský a Dalejský potok. Na Jinonickém potoku jsou dnes tři rybníky (Panský, Jinonický a Butovický) a jedna retenční nádrž, která je trvale vypuštěná. Informační tabule u rybníků mimo jiné také upozorňují na nedostatek vody, který byl způsoben urbanizací v jejich okolí. Město se již několikrát pokoušelo tyto potíže odstranit, dodnes však není problém vyřešen. Podél toku Dalejského potoka stálo dříve asi deset mlýnů, dodnes se ale nedochoval ani jeden z nich. Zničen byl také poutní kostel sv. Prokopa z druhé poloviny 17. století. Padl jako oběť bývalého komunistického režimu roku 1975. Známá Prokopská (synonymum Svatoprokopská) jeskyně byla zničena již v letech 1883–1887 během činnosti Prokopského lomu. Byla dlouhá asi 120 metrů. Podle legendy zde sv. Prokop byl vyrušován ďábly během překládání Bible. Proto je zahnal křížem a protože vchod do jeskyně byl zatarasený, museli hlavami prorazit strop 9 metrů vysoké tzv. Čertovy síně (jeskyně měla více vchodů). Sv. Prokop je historicky doložená postava – byl kanovníkem, po roce 995 se uchýlil do ústraní do Dalejí v Jinonicích a později do jeskyně v Posázaví, vedle níž si postavili kapli Panny Marie. Zde se k němu přidali další mniši, kteří v čele s ním přijali řeholi sv. Benedikta. Při knížecím lovu se zde setkal s Oldřichem, který dal mnichům četné pozemky a ti poté založili Sázavský klášter. Ten byl dokončen roku 1039 a byla zde udržována staroslověnská kultura. Jeho sázavský hrob se později stal poutním místem. Poutě se konaly i k jeskyni v Prokopském údolí, kde bývala Prokopova poustevna z roku 1715 a ke kostelu sv. Prokopa na vrcholu skály. Název Prokopského údolí je tedy odvozen od samotného světce. V kostelíku, který stával na Prokopské skále ukrývala jinonická odbojová skupina za protektorátu zbraně. Kostelík byl po celý rok zavřený, jen o pouti zde farář Osvald Novák sloužil mši. Ve zpovědnici a v sakristii byly ukrývány pušky, pistole a náboje. (Kromě součinnosti při skrývání zbraní poskytoval Osvald Novák odboji i čisté formuláře křestních listů a pravděpodobná čísla matriky.) Na jinonickou ilegální skupinu později navázala skupina Věrný pes.

## Charakter čtvrti
Jinonice jsou převážně vilová čtvrť. Právě kvůli kopcům, jako jsou pražská stolová hora Vidoule (372 m) v katastru Jinonic a nedaleký Děvín (310 m), tu nebyla a není vhodná plocha pro výstavbu velkého obytného celku. V roce 1922 byly Jinonice jako okrajová čtvrť připojeny ku Praze a spolu s Košířemi a Motolem se staly součástí tehdejšího obvodu Praha XVII. Dnes jsou spíše tranzitní částí města, slouží hlavně jako spojnice mezi Jihozápadním Městem a centrem Prahy.

## Průmysl

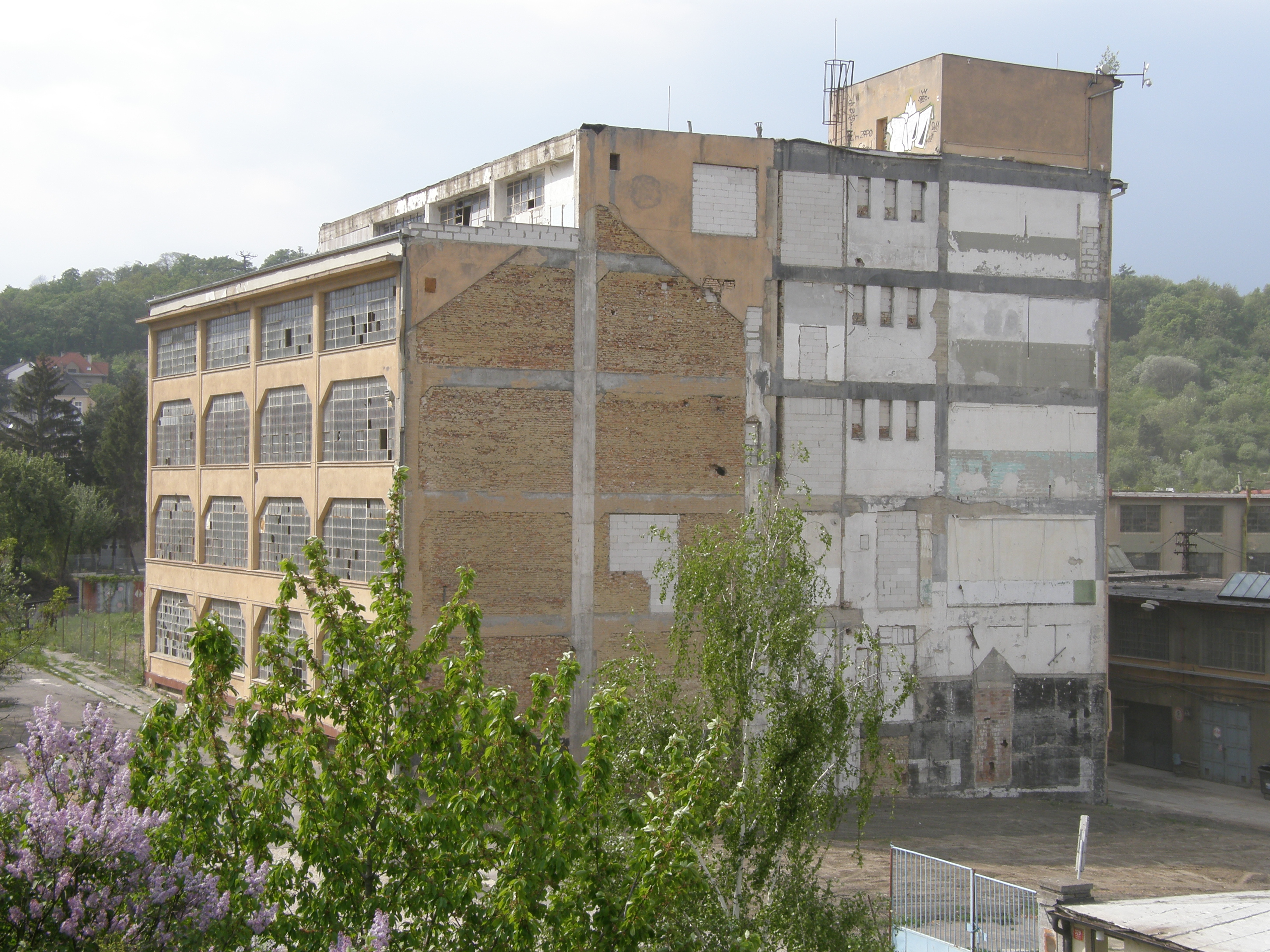
Jediná budova bývalé továrny Walter, která zůstala zachována. Stav z roku 2011.

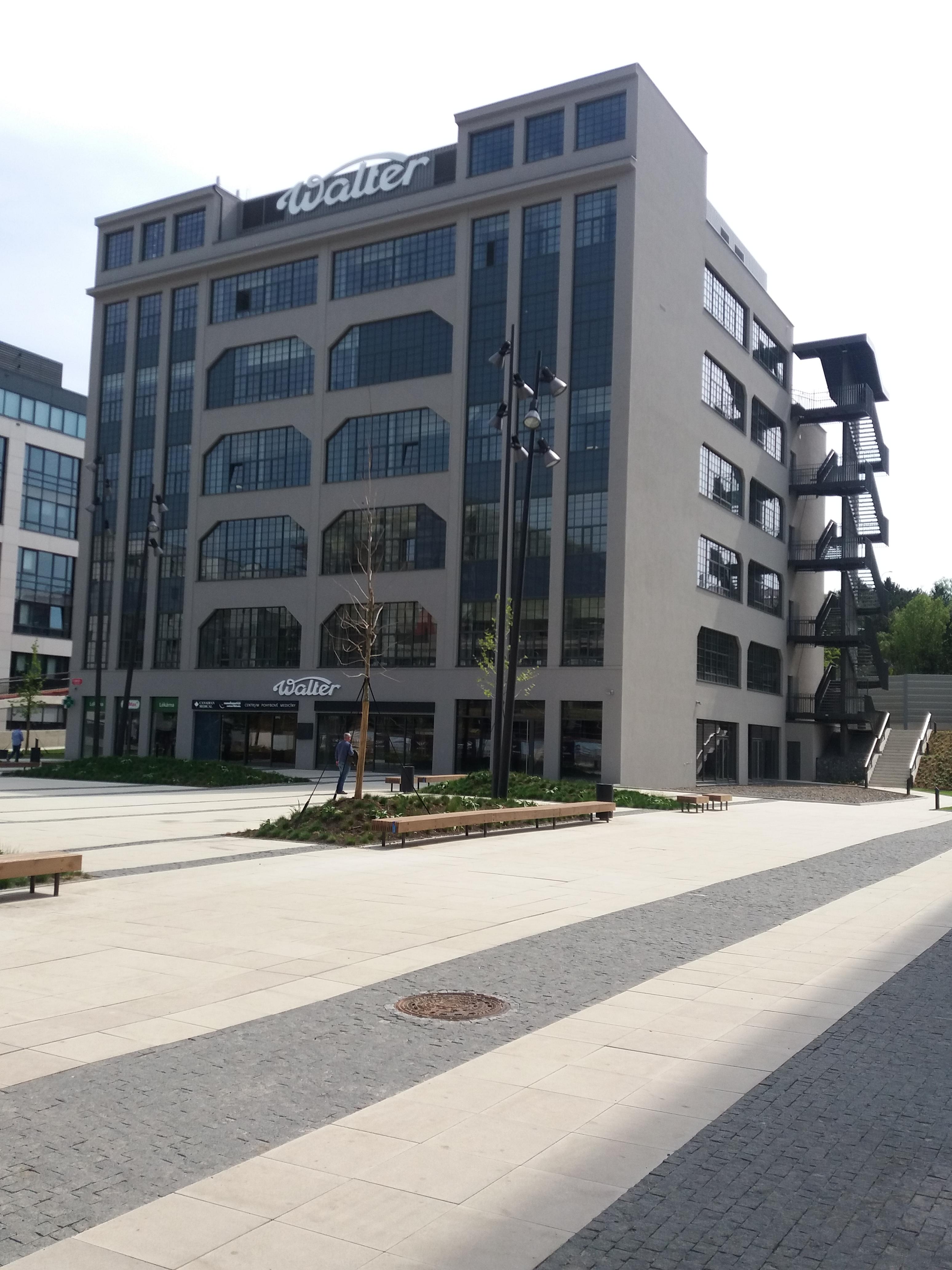
Táž budova z původní továrny Walter zvaná "betoňák" v roce 2018

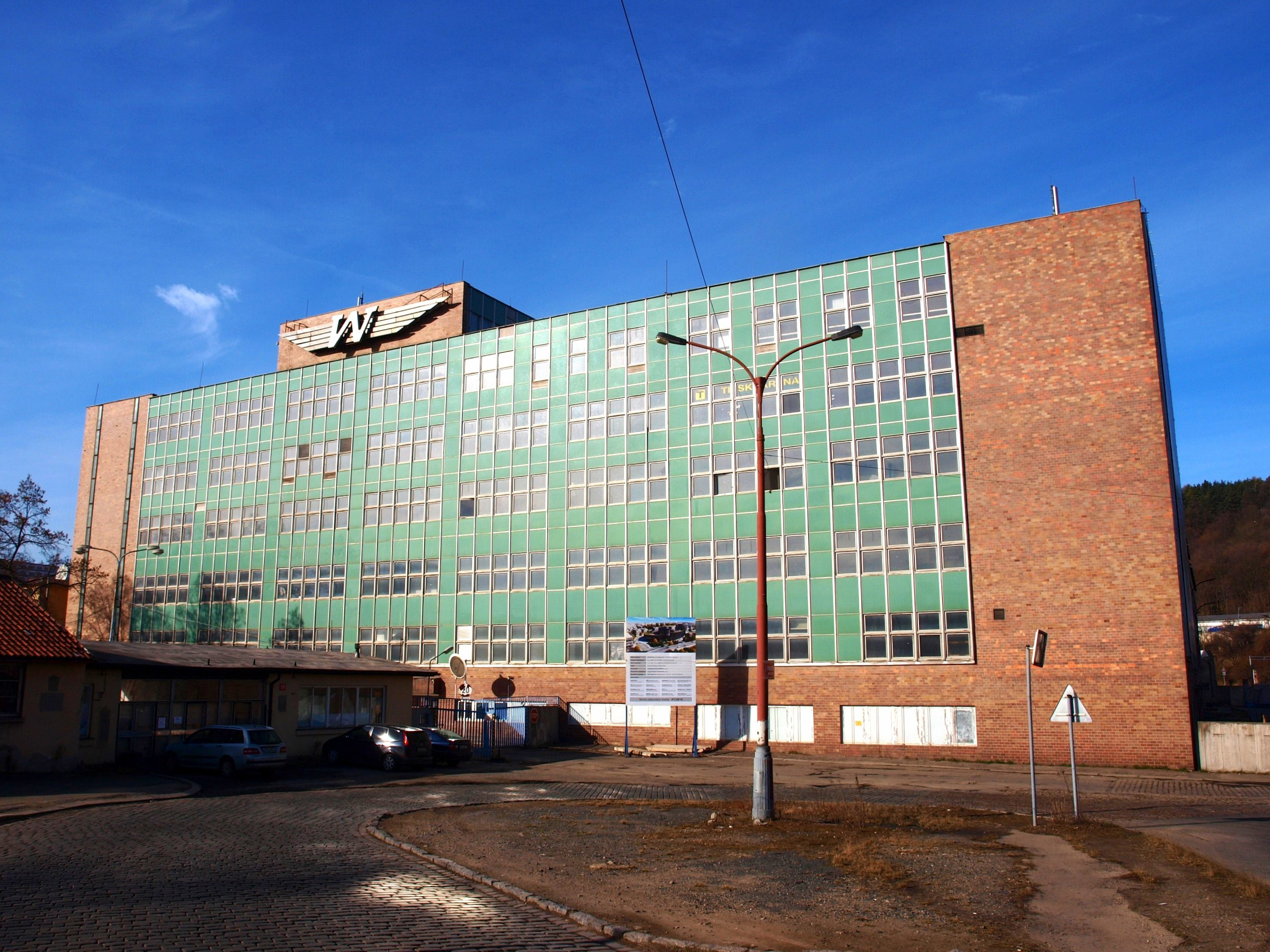
"Waltrovka"

V Jinonicích se nacházejí významné průmyslové podniky, některé vzniklé již za doby Rakouska-Uherska.
Areál firmy Walter (za socialismu Motorlet) byl uveden do provozu „na zelené” louce v roce 1911 – nechal ji postavit Josef Walter, jelikož jeho smíchovská dílna již kapacitně nedostačovala. Sám Walter s podnikáním začínal v roce 1898, kdy opravoval váhy a jízdní kola v malé dílně ve Smetanově ulici čp. 753 (nyní Kořenského 753/12) na Smíchově. Zde později vyráběl velocipedy. V roce 1901 se stěhuje do větší dílny v Kinského ulici čp. 218 (nyní Štefánikova 218/3). Zde začal vyrábět motorová kola pro bohatší. V roce 1905 si Josef Walter nechal postavit svou vlastní dílnu v ulici Na Zatlance čp. 1120/6 na Smíchově. Zde už vyráběl klasické motocykly a tříkolky. Ve své smíchovské továrně začal vyrábět také dodnes populární tříkolky, později také populární nákladní tříkolky pro náklad do 250 kg.
Ze soukromého podniku vznikla v roce 1911 společnost s ručením omezeným, Josef Walter & spol. Od roku 1912 se Walter začal specializovat na automobily. Později začala firma vyrábět i letecké motory (1923) a získala světovou pověst. Širokou škálu těchto motorů nalezneme dnes v Národním technickém muzeu na Letné. Po roce 1950 byla továrna rozšířena a znárodněna - nesla název Motorlet, národní podnik, Závod Jana Švermy. Byly úvahy, že by na její památku v jediné zachované budově tzv. betoňáku postaveném v roce 1929 mělo vzniknout muzeum. Firma se totiž již pod novým názvem a vlastníkem jako GE Aviation Czech v roce 2008 přestěhovala do letňanského areálu Letov, území původního závodu bylo kompletně asanováno a plně vyčleněno pro stavbu bytů a kanceláří s nadčasovou urbanistickou strukturou. Mělo zde vzniknout přirozené centrum pro širší spádové území. V září 2012 větší část bývalé Waltrovky a objekt SOU Motorlet (býv. filmové ateliery FOJA) odkoupila společnost Penta Investments, s.r.o. Během roku 2014 započala se stavbou moderního kancelářského komplexu pod názvem rezidence Waltrovka. V roce 2015 byla dokončena první část projektu, budova Aviatica. Po ní (2016–2018) následovaly komplexy Mechanica, Dynamica a rodinné domy. Těsně u železničního přejezdu zůstala zachována jediná budova tehdejší rozsáhlé továrny, která je ukázkou kultivované průmyslové architektury počátku 20. století. Uvažované muzeum však v ní nevzniklo. Nově vzniklé ulice a centrální náměstí v rezidenci Waltrovka připomínají významné postavy společnosti Walter: zakladatel Josef Walter (Walterovo náměstí), meziválečný hlavní konstruktér ing. František Adolf Barvitius (Barvitiova), konstruktéři ing. Bohuslav Šimůnek, ing. Václav Kačírek, ing. Jan Kloud a Jiří Nyklíček (Bohumila Šimůnka, Kačírkova, Kloudova, Nyklíčkova).
Další významnou firmou byla firma Tresoria (Na Hutmance č.p. 347/2), jejíž trezory byly v první třetině 20. století světovou špičkou. Založena byla v roce 1879 jako společnost s ručením omezeným. Po jejím zakcionování byl předsedou správní rady (i sousedící továrny Walter) Vítězslav Kumpera. Historie firmy a její další rozvoj skončily jejím znárodněním komunisty dle Zákona č. 114/1948 Sb. a dle Vyhlášky ministra průmyslu ze dne 27. června 1948 o znárodnění podniků. Areál firmy byl začleněn do n.p. Kovona Lysá nad Labem (1948) a později po zrušení závodu Kovony č. 06-Jinonice k Motorletu, n.p. (1951). Na paměť této firmy se nedaleká ulice jmenuje U Trezorky, která takto byla pojmenována resp. vznikla až v 21. století při výstavbě rezidence Waltrovka. Areál Tresorie prošel rekonstrukcí a byl rozšířen. Využívá ho společnost HVM Plasma, spol. s r.o.
V Jinonicích sídlí také centrála pekárenské skupiny United Bakeries a jedna z jejích provozoven Pekárna Odkolek Praha (Pekařská 598/1). Vznikla spojením pekáren Delta a Odkolek. Byla zde dříve také cihelna a zahradnictví. Na plošině stolové hory Vidoule (371 m nad mořem, přírodní památka) je vodárna společnosti Pražské vodovody a kanalizace, a.s. (Na Vidouli 497/7) a objekt bývalé Střední technické školy hl. m. Prahy (Na Vidouli 496/9). V 50. letech 20. století vznikl naproti Tyršově škole na místě bývalých kasáren areál tehdy přísně utajovaného vojenského vývojového ústavu (VÚ 060), kde byl mj. vyvinut známý světově unikátní pasivní radar Tamara. Na jeho území a v jeho okolí by měla vzniknout nová zástavba. Kolem roku 1960 byl na rozhraní Jinonic a Butovic vystavěn rozsáhlý areál nyní již zaniklé firmy ZPA (Závody průmyslové automatizace) Jinonice. Firma ZPA zanikla krátce po převratu po roce 1990. Na jejím místě stojí nákupní centrum Galerie Butovice.

## Doprava

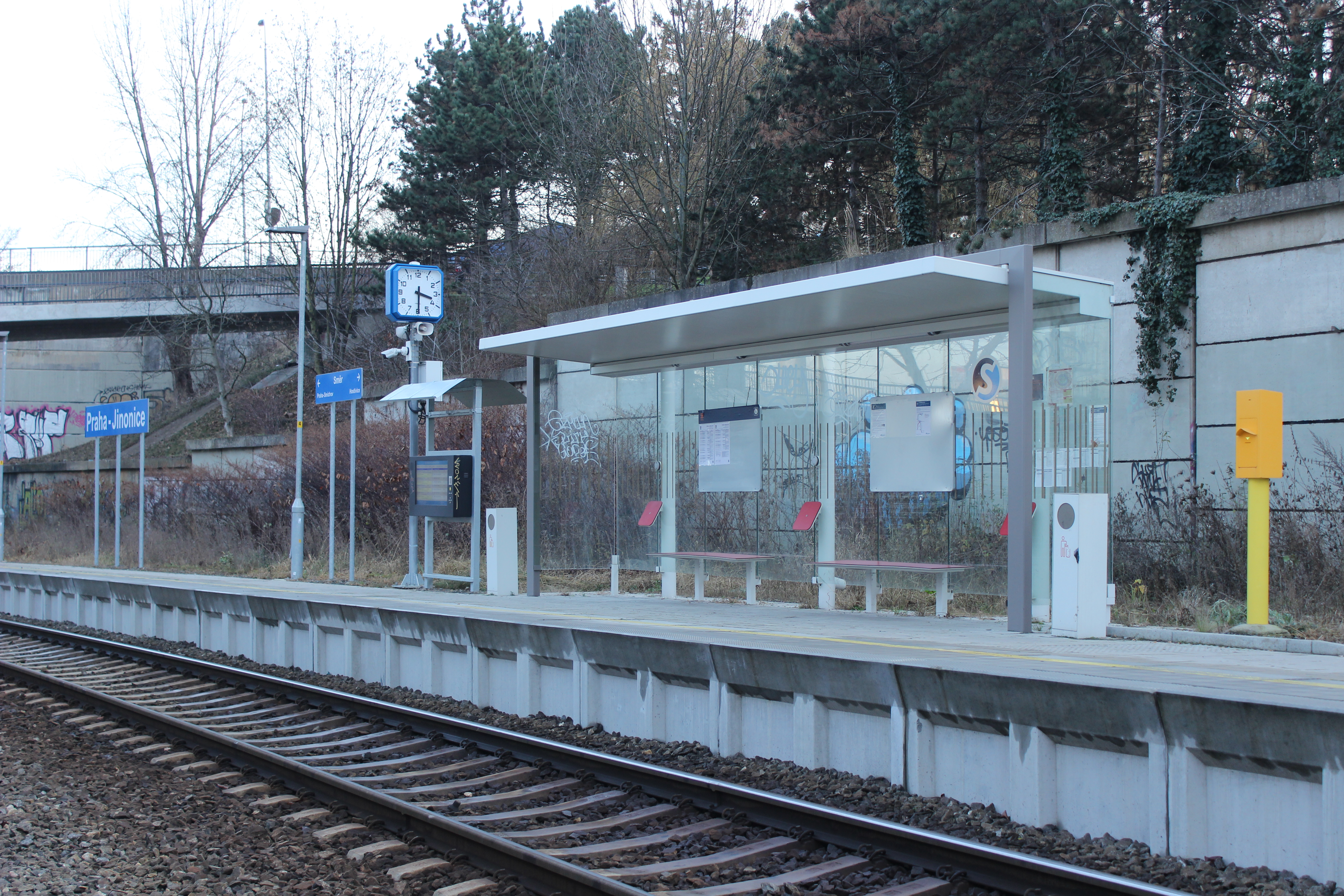
Jinonická železniční zastávka

V důsledku polohy čtvrti mezi centrem a Jihozápadním Městem byla přes toto území vedena linka metra B a 26. října 1988 otevřena na provozním úseku III.B stanice Jinonice (do roku 1990 pod názvem Švermova ve vazbě na blízký Motorlet n.p., Závod Jana Švermy). Původní plány také počítaly se stavbou nového depa metra v Jinonicích, které však nakonec postaveno nebylo. Místo toho bylo postaveno depo ve Zličíně. Do té doby zajišťovaly hromadnou dopravu pouze autobusy, v letech 1940 až 1969 trolejbusy. V roce 1940 sem byla ze Smíchova zřízena druhá trolejbusová linka v Praze s označením W. Trasu této linky zachovává v podstatě dnešní autobusová linka 137. Kromě té v Jinonicích jezdí také linka č. 149 a noční linky 908 a 904. Trolejbusová linka W (od roku 1947 jako linka č. 52) se po druhé světové válce po jejím prodloužení na Václavské náměstí stala základem celopražské trolejbusové sítě. Měla konečnou na obrátce u fotbalového hřiště SK Motorlet Jinonice resp. u sokolovny (Butovická 592/35). V roce 1969 je trolejbusová trať zrušena a nahrazena autobusovými linkami. Zajímavostí je, že sloupy trolejového vedení zůstaly na svých místech až do roku 1989 (především v ulici Peroutkově). I dnes po 50 letech jsou v této ulici patrné jejich zbytky, jak byly zřejmě upáleny přímo u země sběrači kovů.
Historickou hlavní ulicí pro celou čtvrť byla dnešní ulice Butovická, nedávno ji necitlivě přeťala nová hlavní dálniční ulice Radlická ulice, vedoucí do Radlic a do Smíchova. V plánu je také stavba tzv. Radlické radiály, která bude Jinonice protínat a kolem které bude vystavěna v oblasti Jinonic řada budov. Měla by částečně vést po trase dnešní Radlické ulice, částečně bude svedena celkem do tří tunelů. Stojí zde také železniční zastávka na trati zvané Pražský Semmering (vystavěna v letech 1867–1872), v současné době s pravidelnou osobní i nákladní dopravou (trať je zařazena do systému Esko a je plně integrována). Trať vede ze Smíchova do Hostivic, dále pokračuje do Rudné u Prahy. Původní železniční stanice Praha-Jinonice od roku 2018 neslouží cestujícím a nese název Praha-Waltrovka, protože v roce 2018 byla v místech železničního přejezdu mezi bývalými továrnami Walter a Tresoria a ulicemi U Trezorky a Na Hutmance zřízena nová železniční zastávka Praha-Jinonice na existující trati č. 122 a PID S65 Praha-Smíchov sev. nádr. - Hostivice - Rudná u Prahy. Od prosince 2018 spoje vyjíždějí z Prahy hlavního nádraží.

## Vzdělávání
V Jinonicích se nachází velká škála vzdělávacích zařízení. Dominuje jim zejména nová budova Fakulty sociálních věd v ulici U Kříže 661/8, která byla v roce 2023 rozšířena o  novou budovu knihovny (objekt SO 02) přistavenou severně od stávající dvojice hlavních budov vysokoškolského areálu. Hned vedle minikampusu univerzity se nachází Tyršova základní škola a mateřská škola (U Tyršovy školy 430/1), která je propojena s družinou a poblíž ní stojí mateřská škola. Vedle Tyršovy školy by měl vzniknout menší sportovní stadion. Další mateřská škola je  v areálu  nové čtvrti Waltrovka poblíž metra Jinonice. Poblíž Radlické ulice se nachází areál několika středních škol (Radlická 591/115) - jsou to Hotelová škola Radlická, Gymnázium pro zrakově postižené a Střední odborná škola pro zrakově postižené. Ve Schwarzenberské ulici 700/1 stojí Německá škola v Praze s. r. o., která se sem přesídlila do nově vystavěné budovy. V Butovicích stojí Základní škola waldorfská (Butovická 9/228), která uplatňuje tzv. waldorfskou pedagogiku, která je rozšířena po celém světě.

Školy v Jinonicích
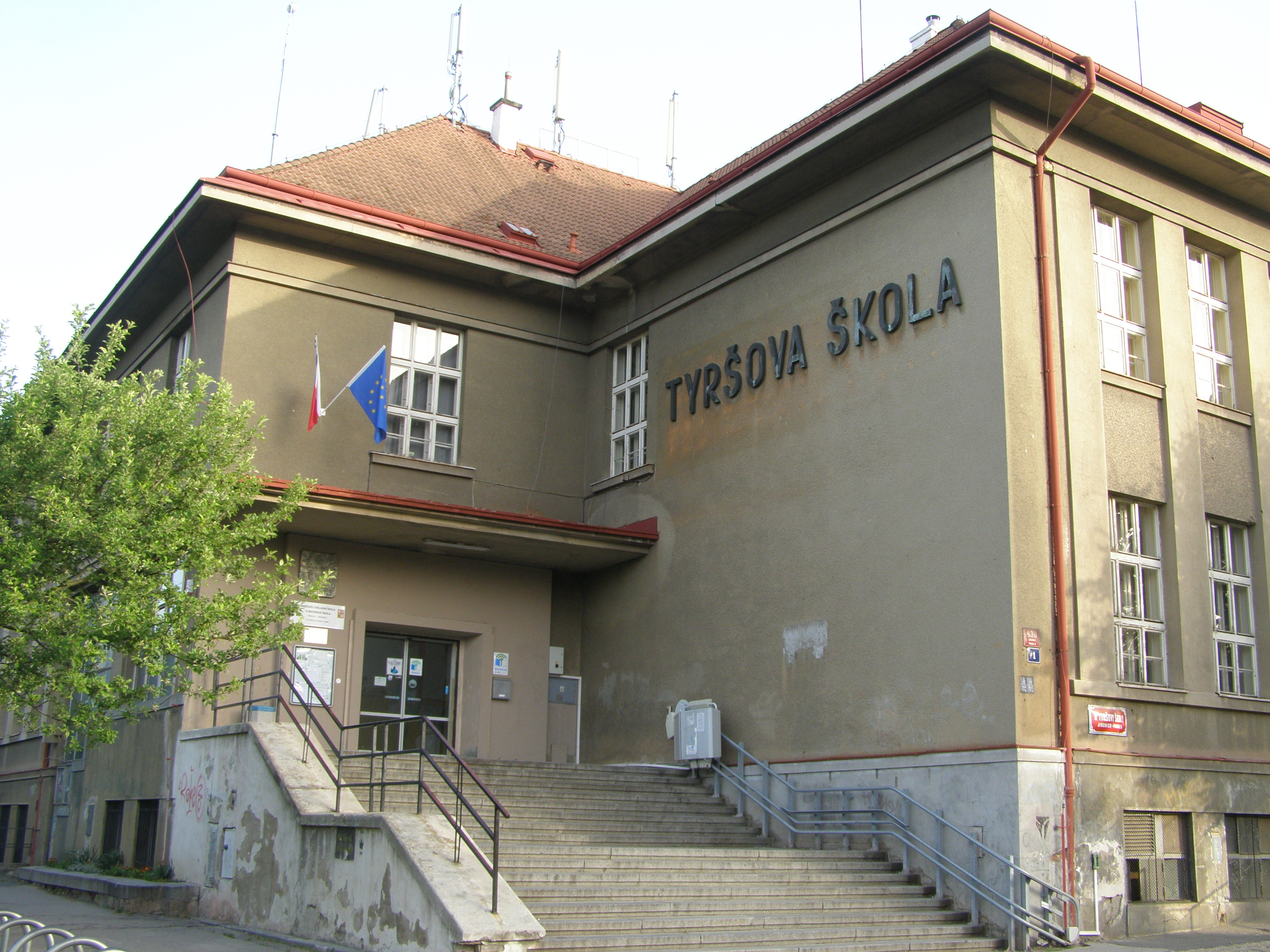
Tyršova škola, 23. května 2014 v den voleb do EP
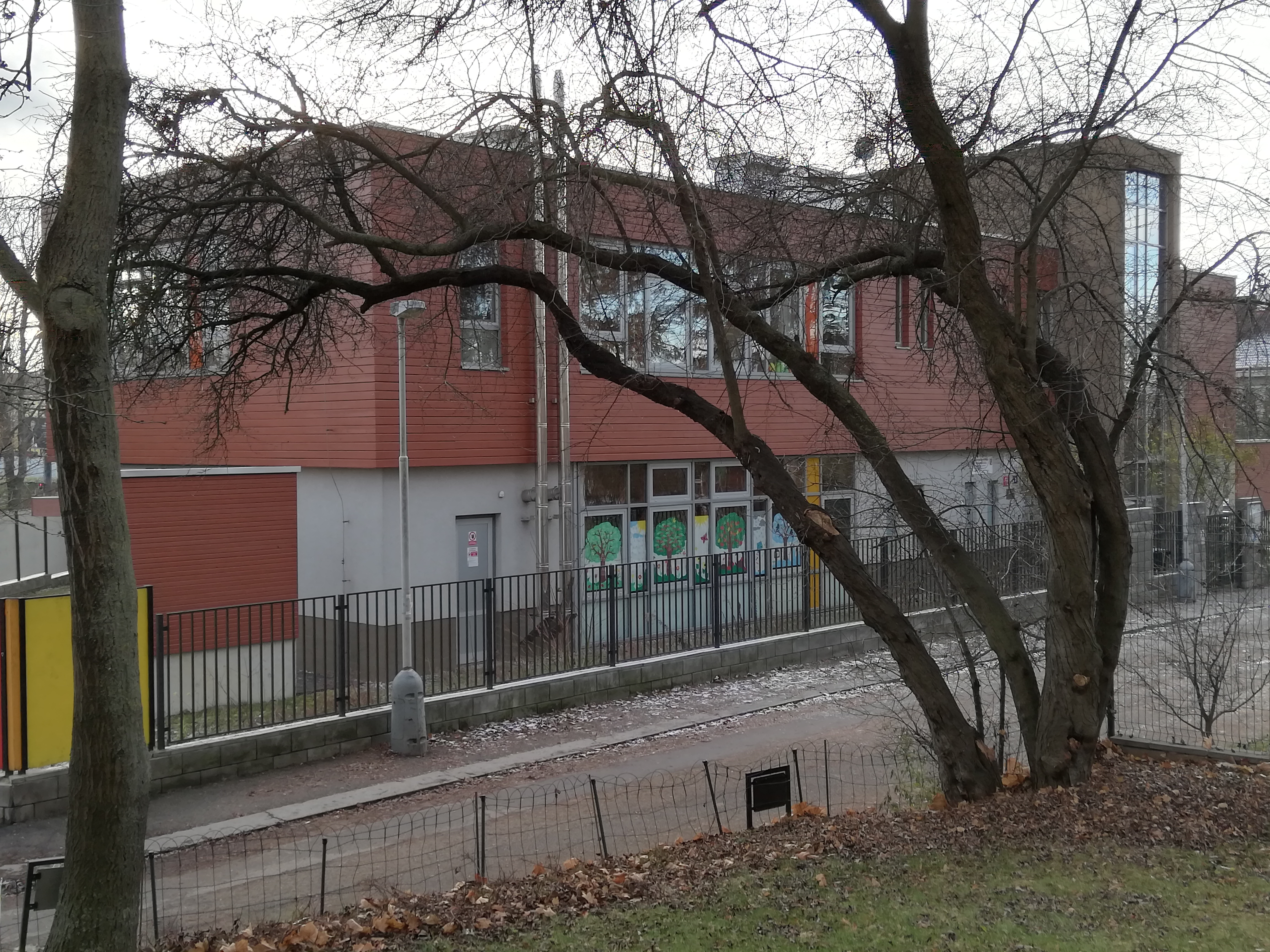
Budova školní družiny u Tyršovy základní školy
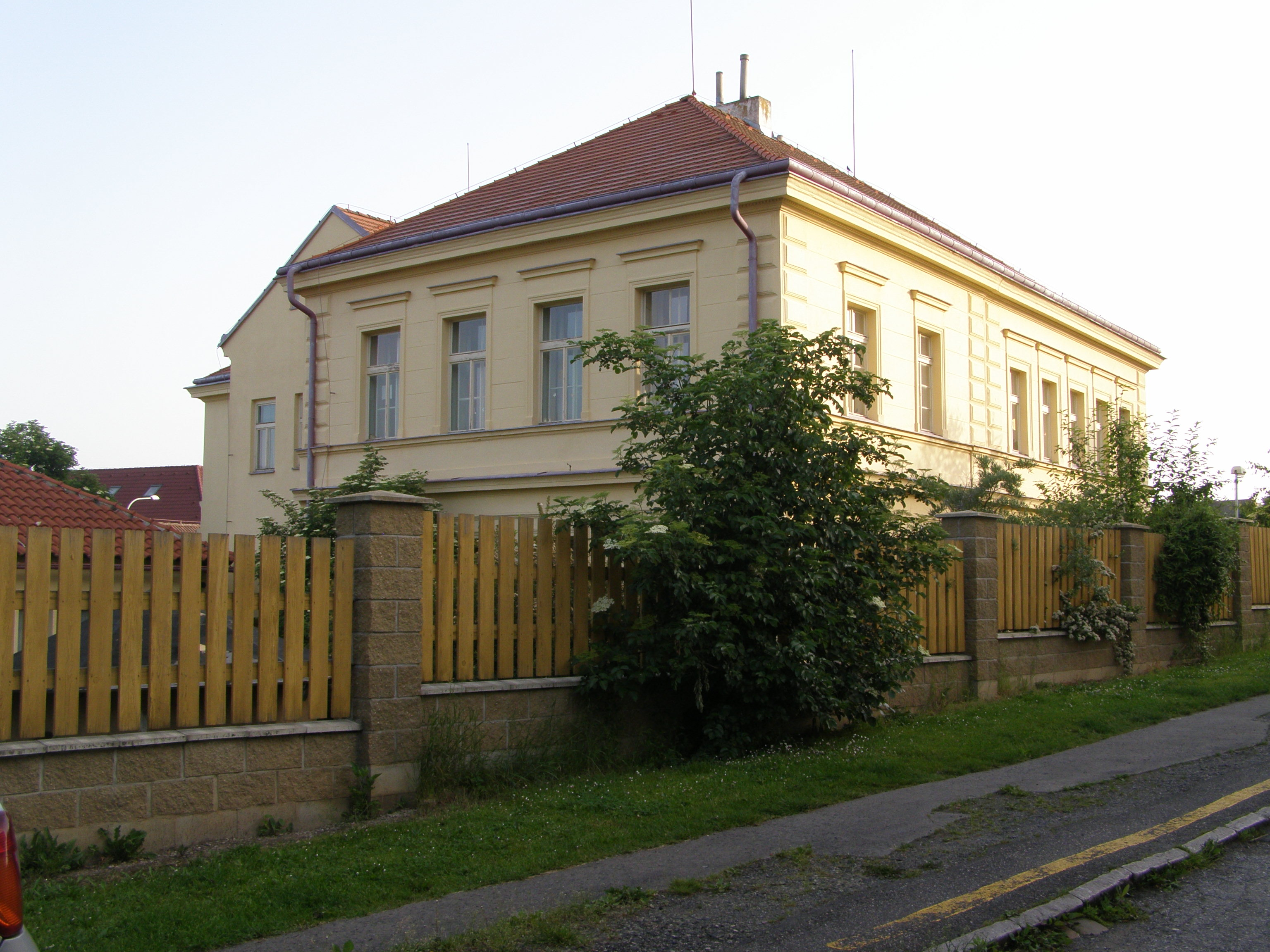
Základní škola waldorfská, pohled z ulice Pod Vavřincem
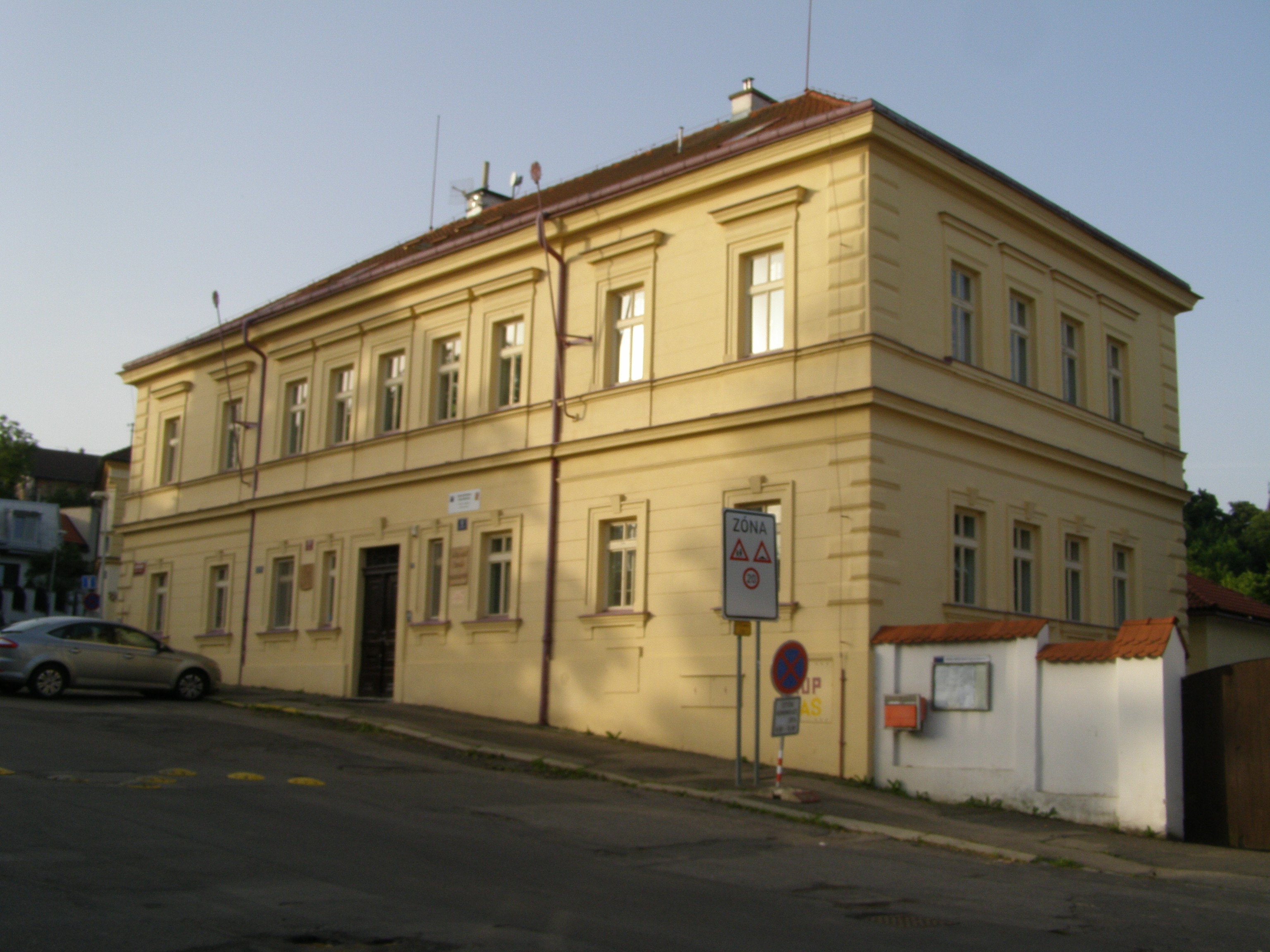
Základní škola waldorfská, pohled z ulice Butovická
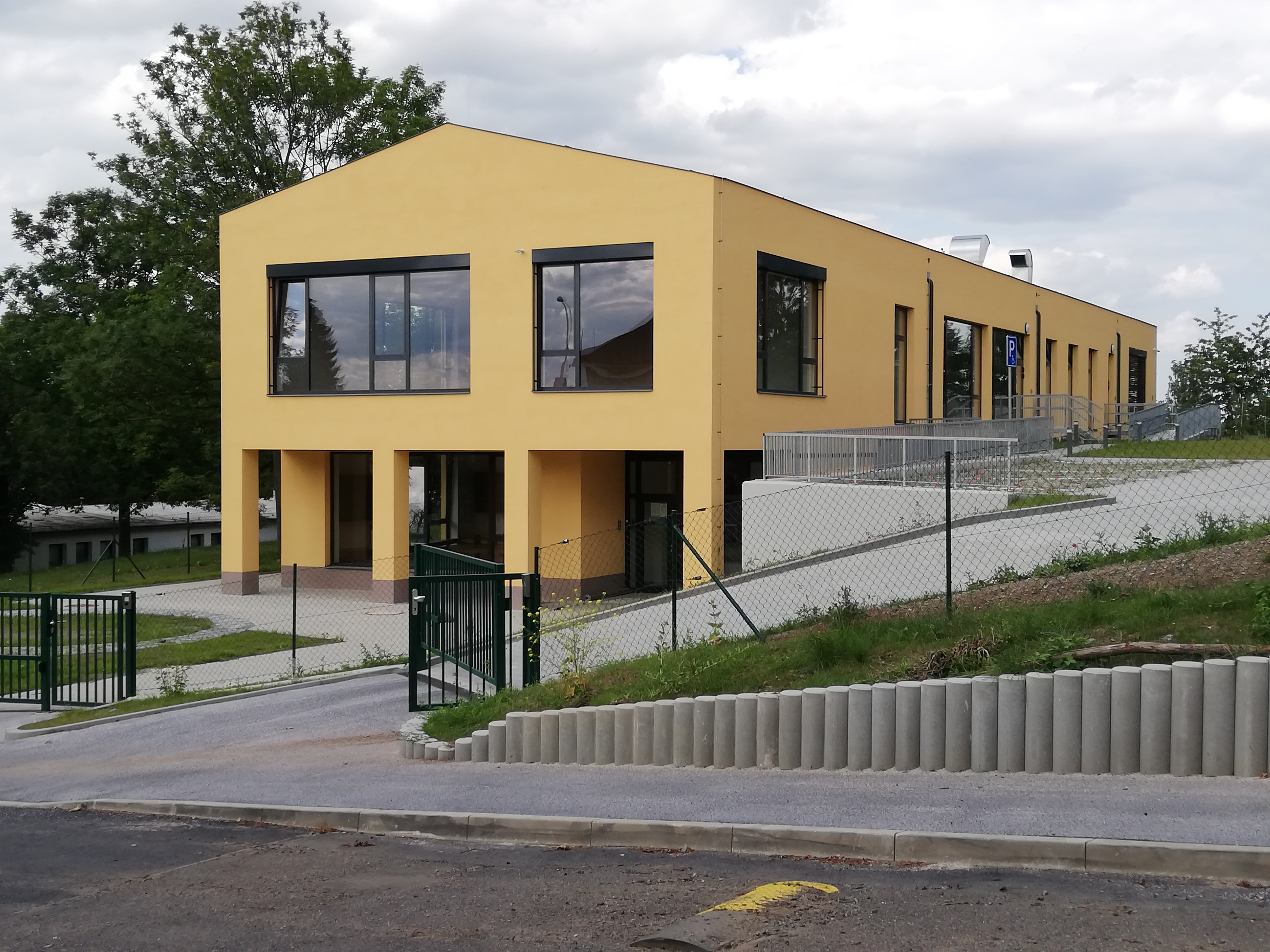
Budova základní školy waldorfské v Jinonicích v ulici Mezi Rolemi
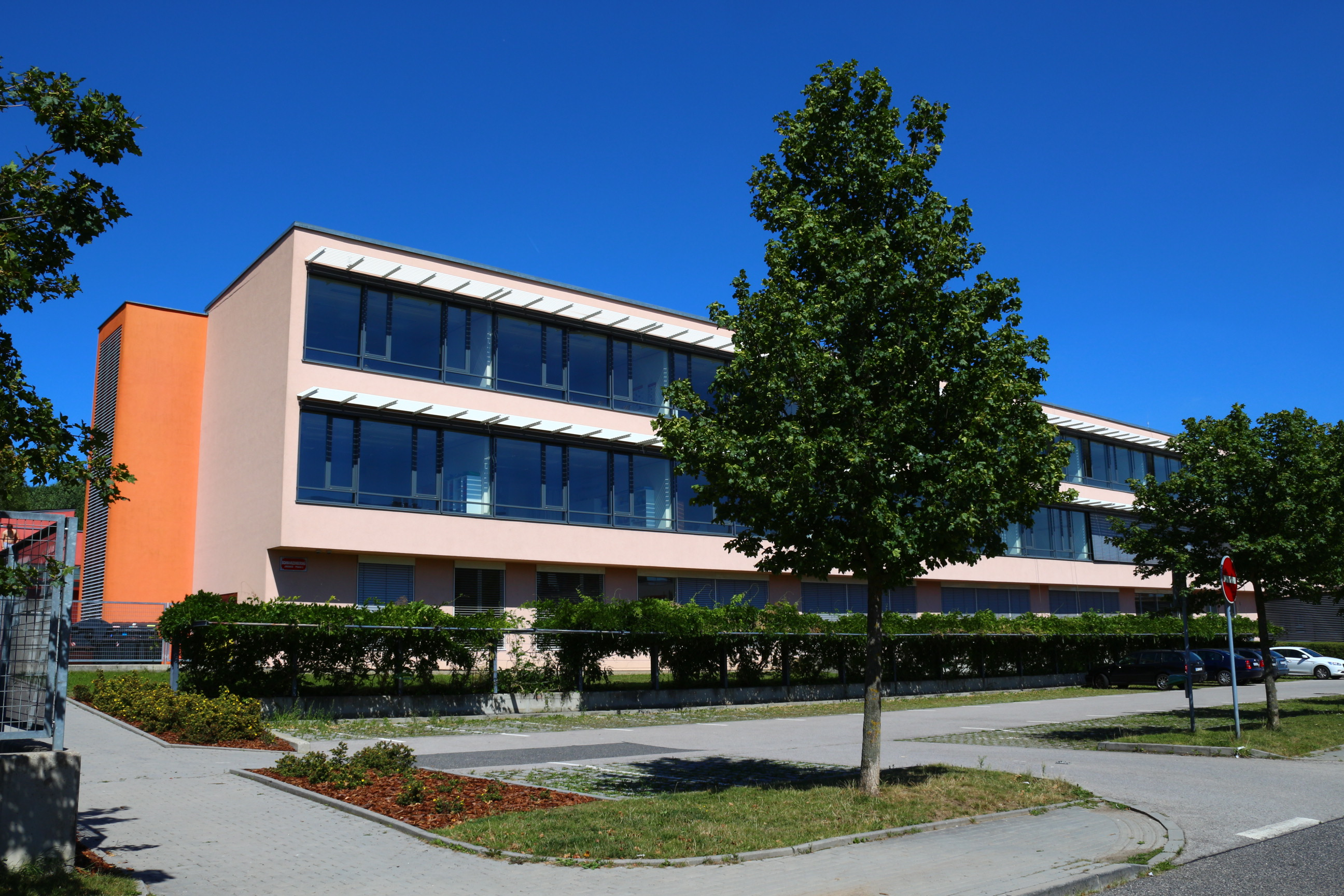
Německá škola v Praze
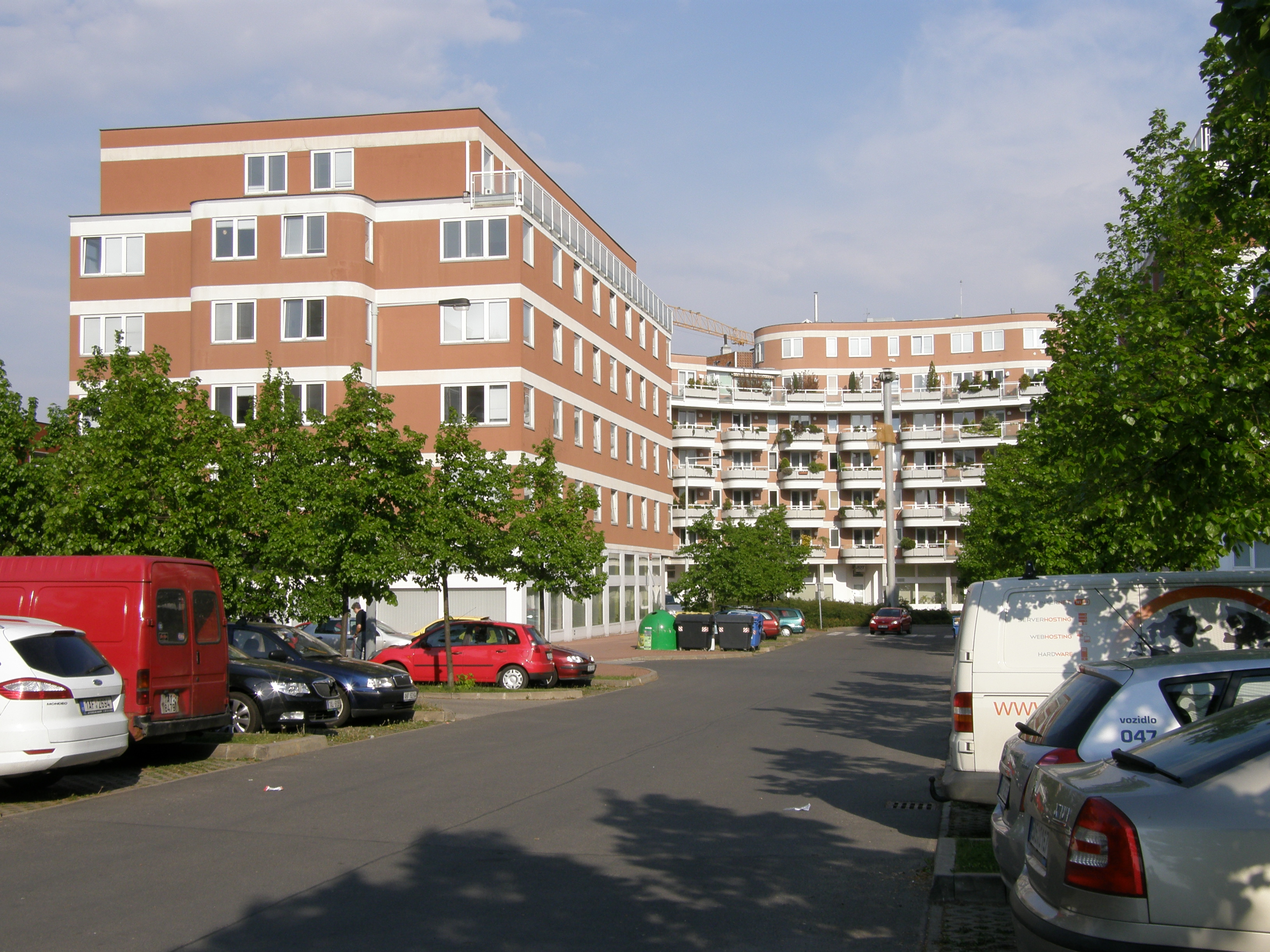
Budovy v areálu kampusu Univerzity Karlovy (některá pracoviště Fakulty sociálních věd; Fakulty humanitních studií a Filozofické fakulty)
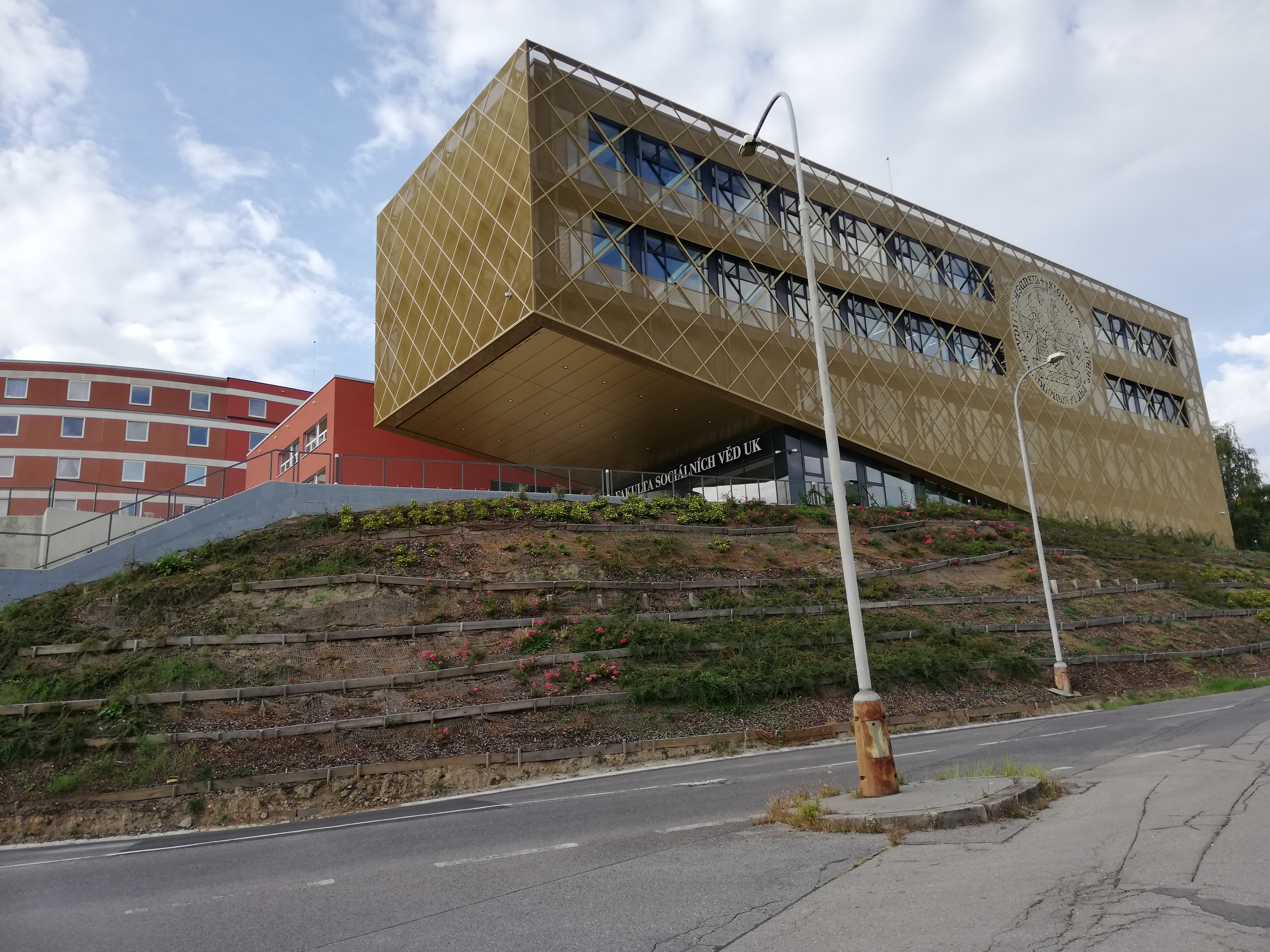
V roce 2023 nově dostavěná budova Fakulty sociálních věd Univerzity Karlovy v areálu kampusu

V Jinonicích se také nachází sokolovna a Sportovní areál SK Motorlet Praha. V jeho sousedství byly v roce 1981 odkryty dva středověké dvorce, nedávno zde byly také nalezeny pravěké hroby.

## Místní rozvoj
V současné době v Jinonicích probíhá řada staveb a v plánu je také několik projektů velkého významu. Nejvýznamnější je projekt nové městské čtvrti Q5 rezidence Waltrovka, který slibuje kompletní zlepšení občanské vybavenosti v Jinonicích a širším okolí. Čtvrť je spojena mostem přes železniční trať se stanicí metra. V její jihozápadní části vzniklo náměstí, v jehož okolí je nabídka restauračních a dalších služeb. Skrz celou čtvrť prochází městský bulvár. Bude tu také procházet nová městská cyklotrasa a vznikne zde parková úprava.
Stavbu Radlické radiály komplikuje řada projektů podél její budoucí trasy. Je to zejména Villapark Jinonice a rezidenční čtvrť Botanica Vidoule, která bude její stavbou značně ovlivněna. Poblíž Galerie Butovice by měla vzniknout řada nových budov. Částečně by měly být zastavěny také Dívčí Hrady, kde je plánován velký sportovní stadion, v poslední době se objevil dokonce návrh vytvořit na plošinu Dívčích Hradů lanovou dráhu od stanice metra Radlická.

## Chráněná území
Jinonice jsou unikátní především z geologického hlediska - na jejich území a z jejich okolí v Hlubočepech, Holyni a Řeporyjích se nachází jedno z nejvýznamnějších nalezišť zkamenělin na světě. Významná je i zdejší fauna a flóra – vyskytuje se tu řada chráněných rostlin a živočichů. Můžeme zde nalézt dokonce vyhaslou sopku, na jejímž vrcholku je vyhlídka Hemrovy skály. Sopka vznikla před cca 430 miliony let, když vyvřela na mořském dně. Bohatým nalezištěm zkamenělin je tzv. Kováčovic mez a tzv. Kančí lom. Nad bývalým klukovickým koupalištěm jsou ve strmých skalních stěnách otvory tzv. Korálových jeskyní, nejdelší z nich měří necelých 20 metrů a byla obývána v pravěku. V Prokopské jeskyni byly kromě kosterních pozůstatků pravěkých lidí nalezeny kosterní pozůstatky mamuta, medvěda, nosorožce, hyeny, lva, soba, kozorožce, zubra a koně.
V Jinonicích se rozprostírá několik chráněných oblastí. Do Přírodního parku Košíře - Motol spadá PP Vidoule, významná částečně odkrytým profilem perucko - korycanského souvrství (stěny jsou až 30 metrů vysoké). Jméno vrchu Vidoule je doloženo již ve 13. století – jeho význam byl Vidova hora a ves. Do Přírodního parku Prokopské a Dalejské údolí spadá PR Prokopské údolí a PP Opatřilka – Červený lom, významná geologickým profilem s vrchním silurem až spodním devonem a nalezišti zkamenělin.
Na jejich území se nachází řada informačních tabulí a jsou protkána řadou značeních tras. Prokopské a Dalejské údolí tvoří nejsevernější výběžek krasové oblasti Český kras, na jeho území se nachází řada Krasových jevů. Byla zde také nalezena řada endemitických zkamenělin, které nikde jinde na světě nebyly nalezeny. Joachim Barrande se díky tomuto údolí proslavil.

## Fotogalerie

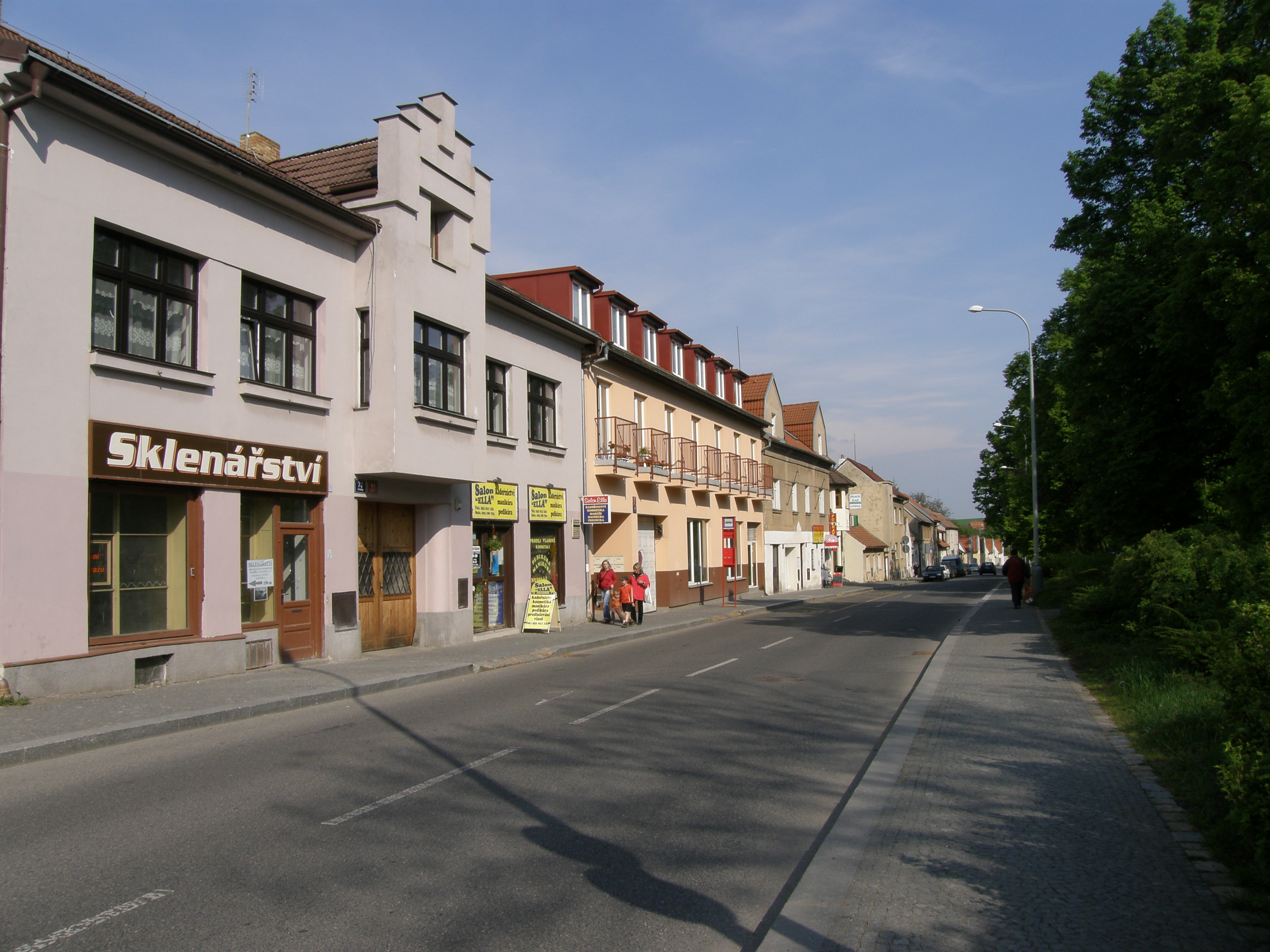
Současné centrum
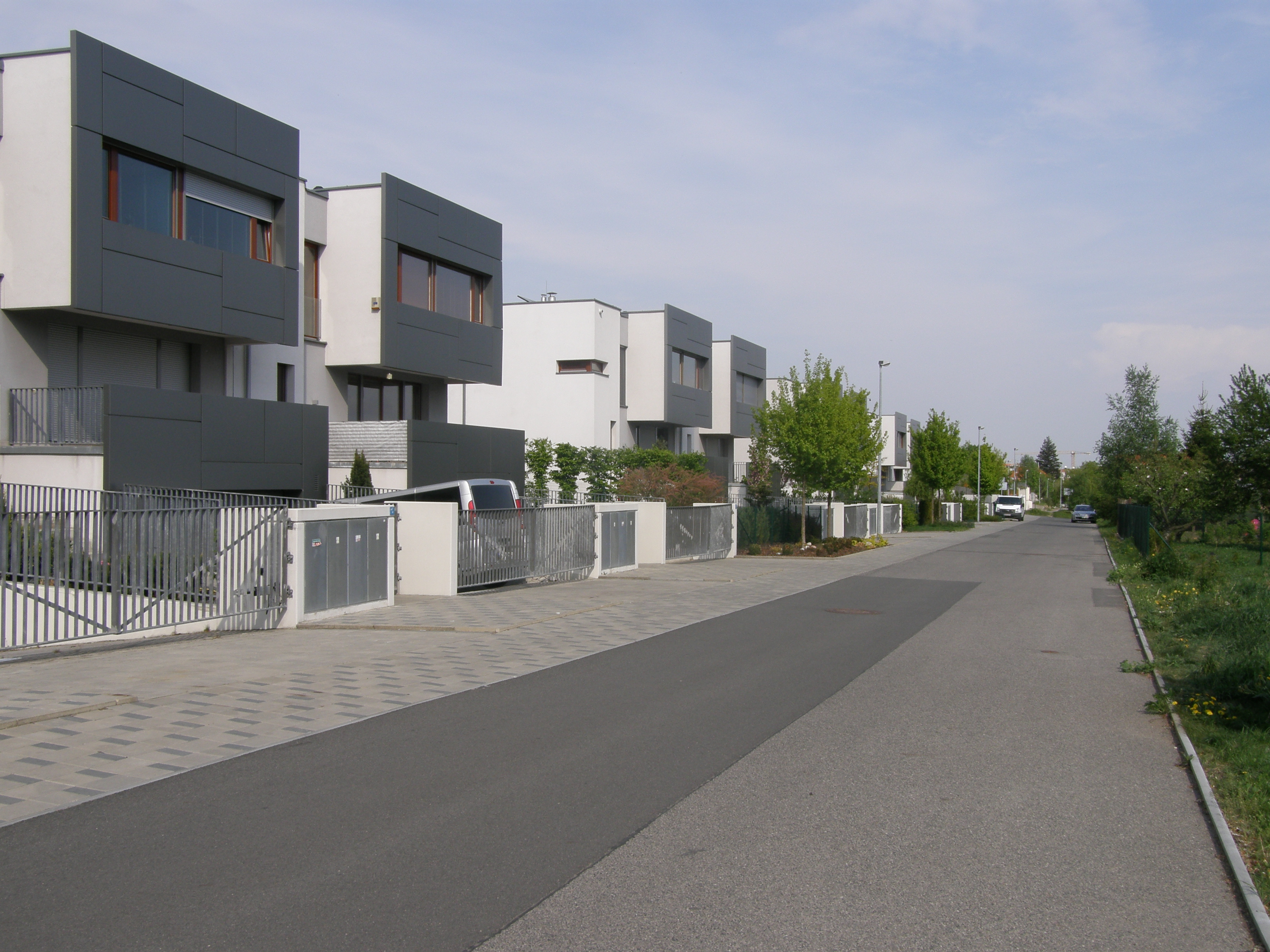
Nová zástavba ve Schwarzenberské ulici
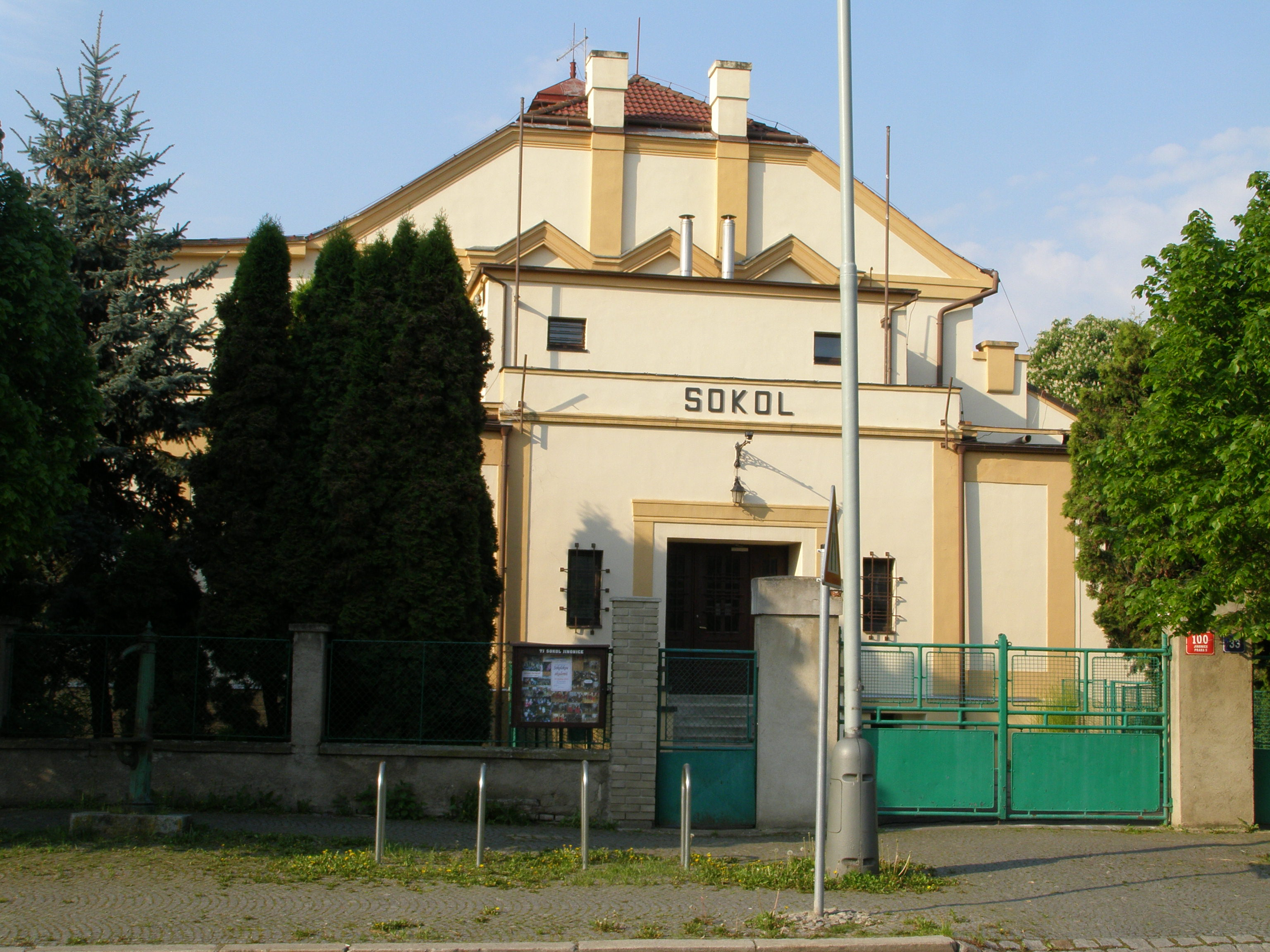
Budova TJ Sokol Praha Jinonice
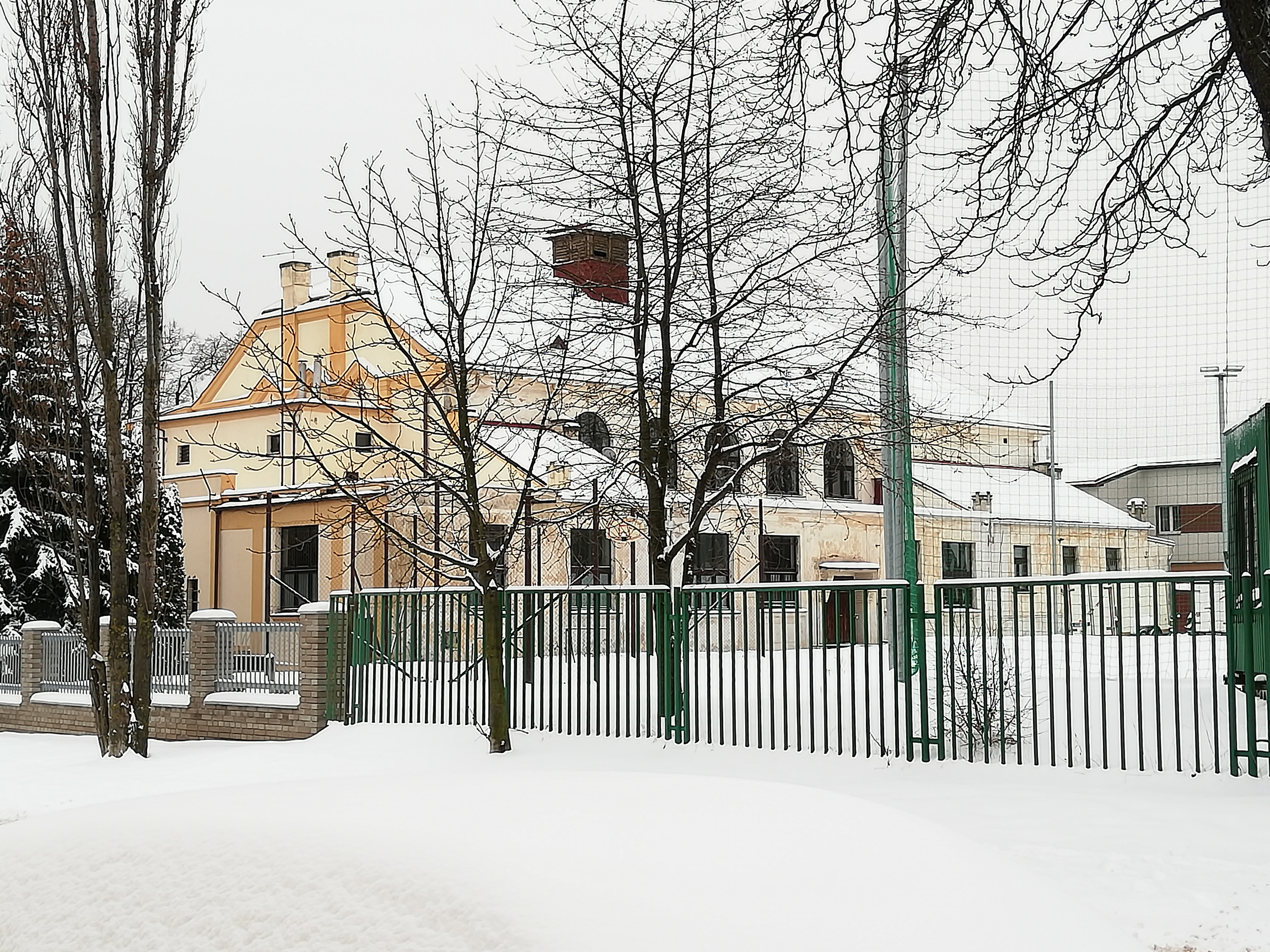
Zimní pohled na Jinonickou sokolovnu (únor 2021)
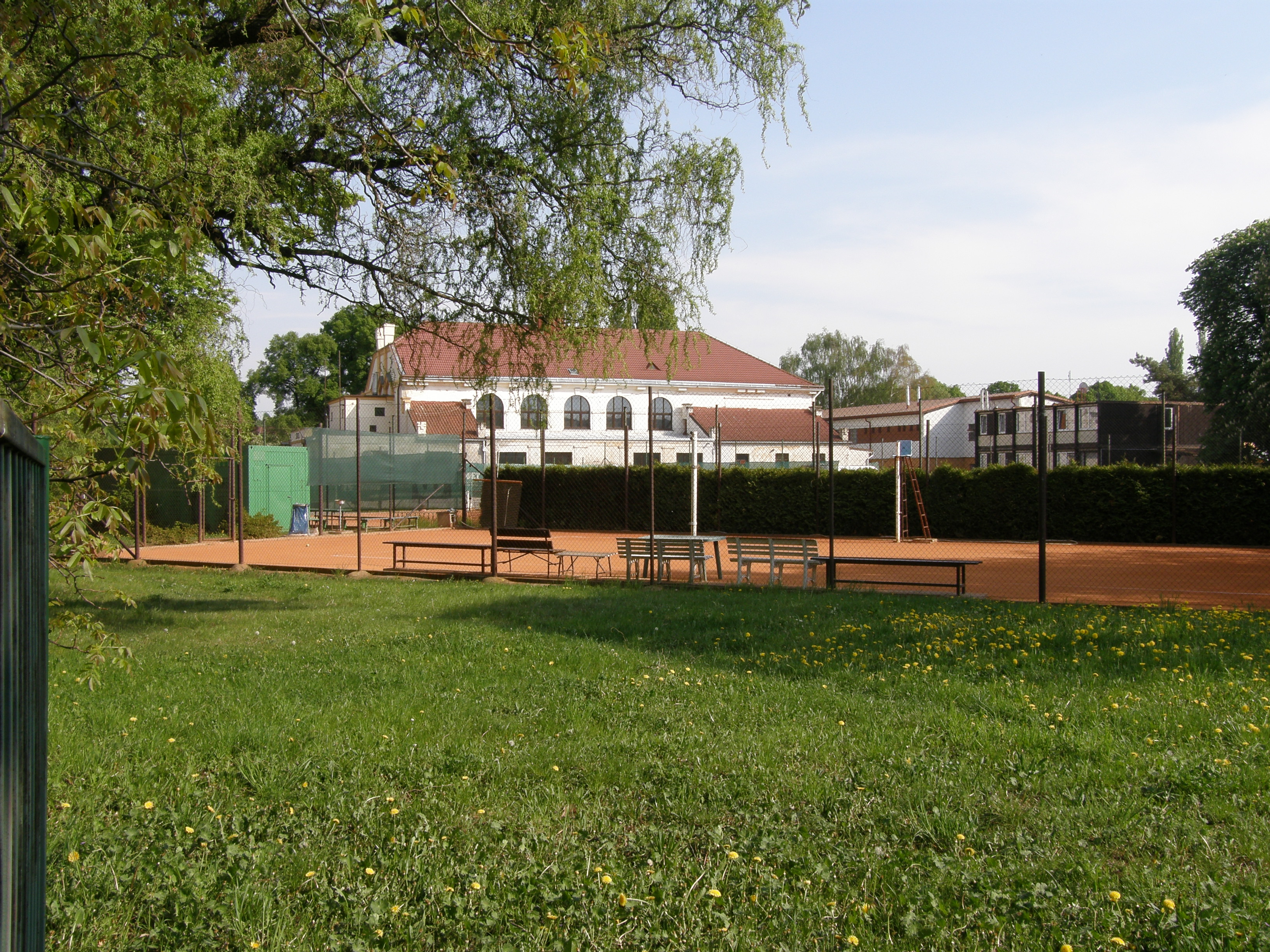
Sokolovna a přilehlý sportovní areál SK Motorlet Praha
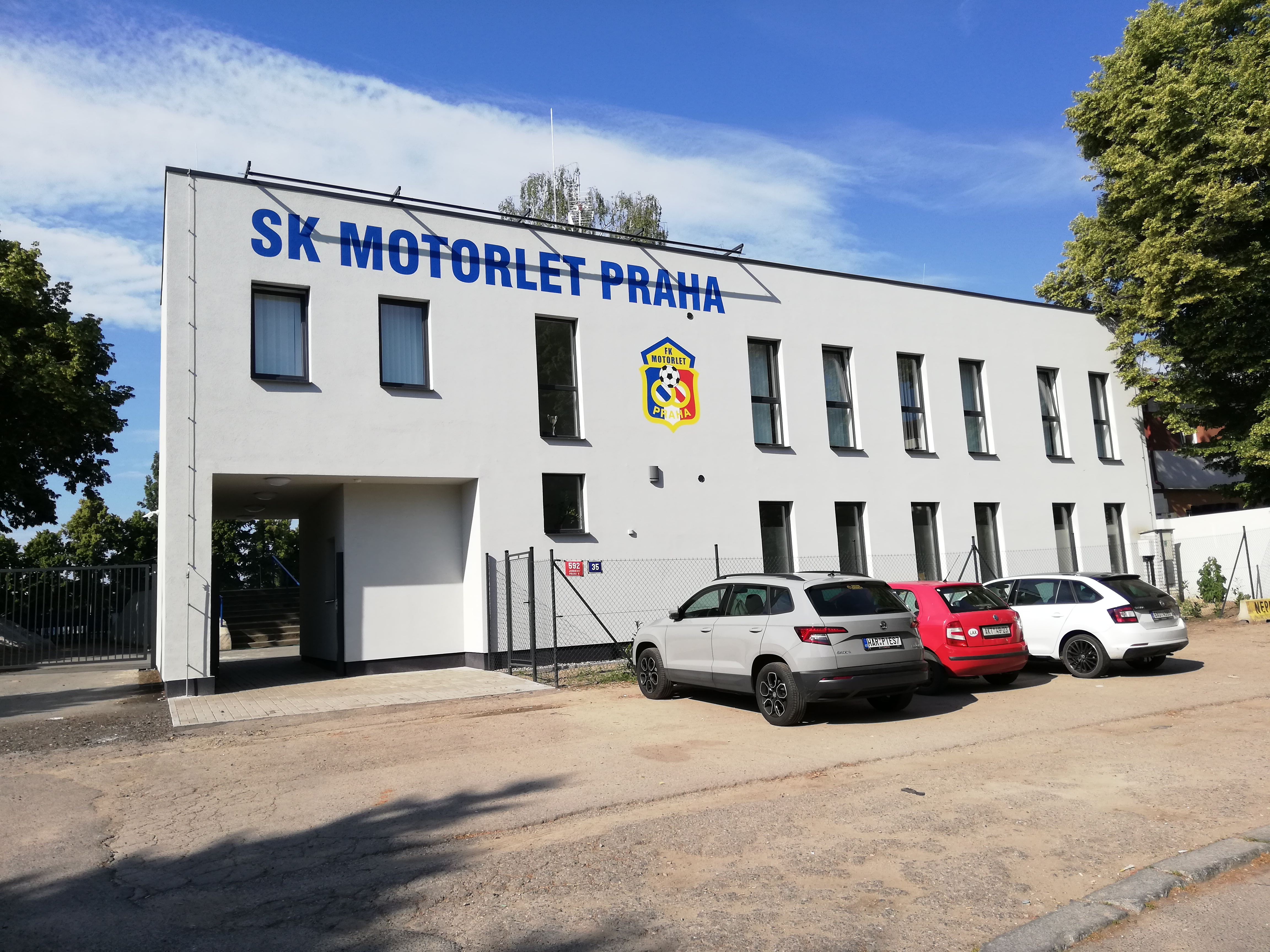
Nová budova SK Motorlet Praha (rok 2020)
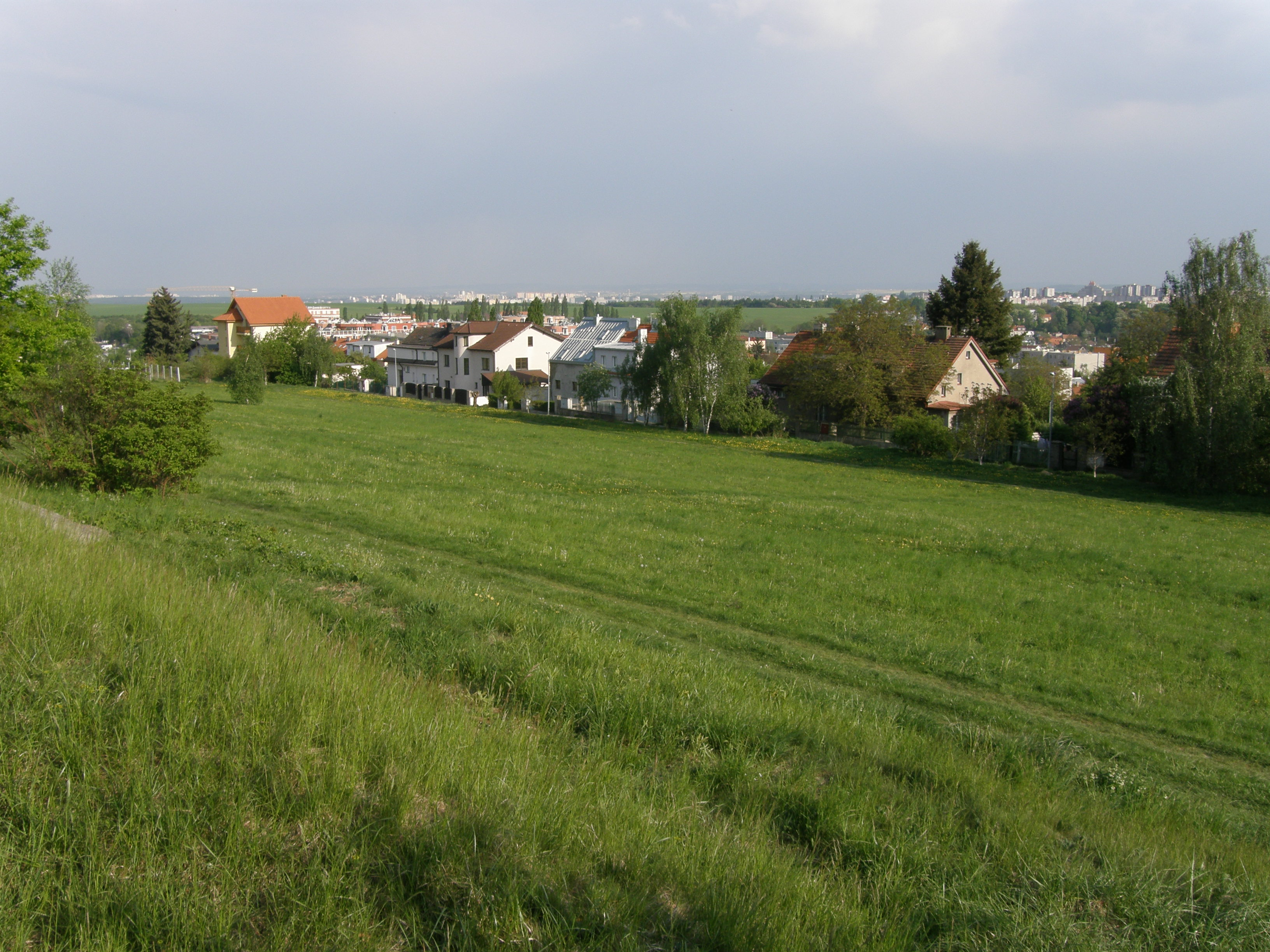
Jinonice z úpatí stolové hory Vidoule
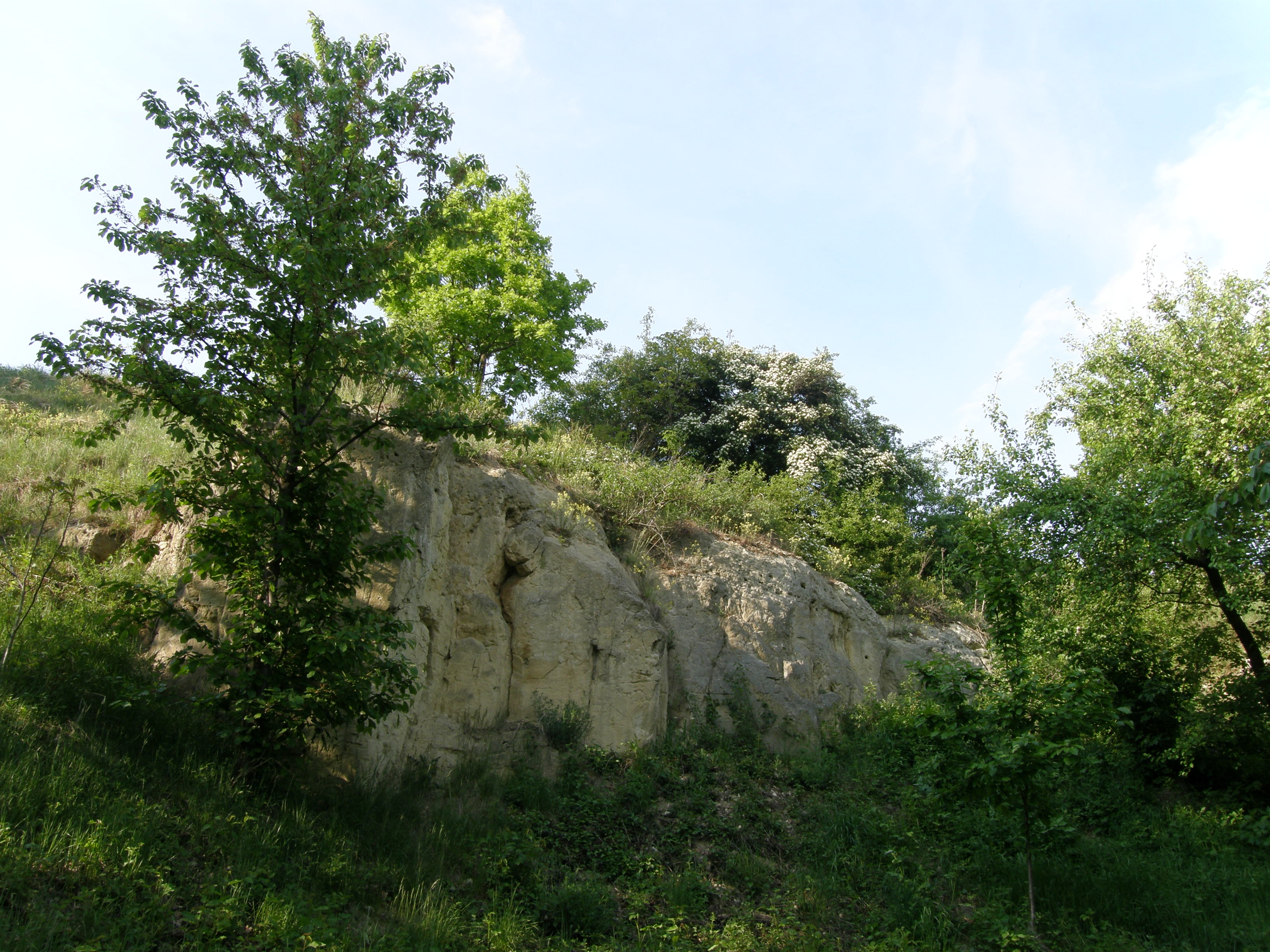
PP Vidoule
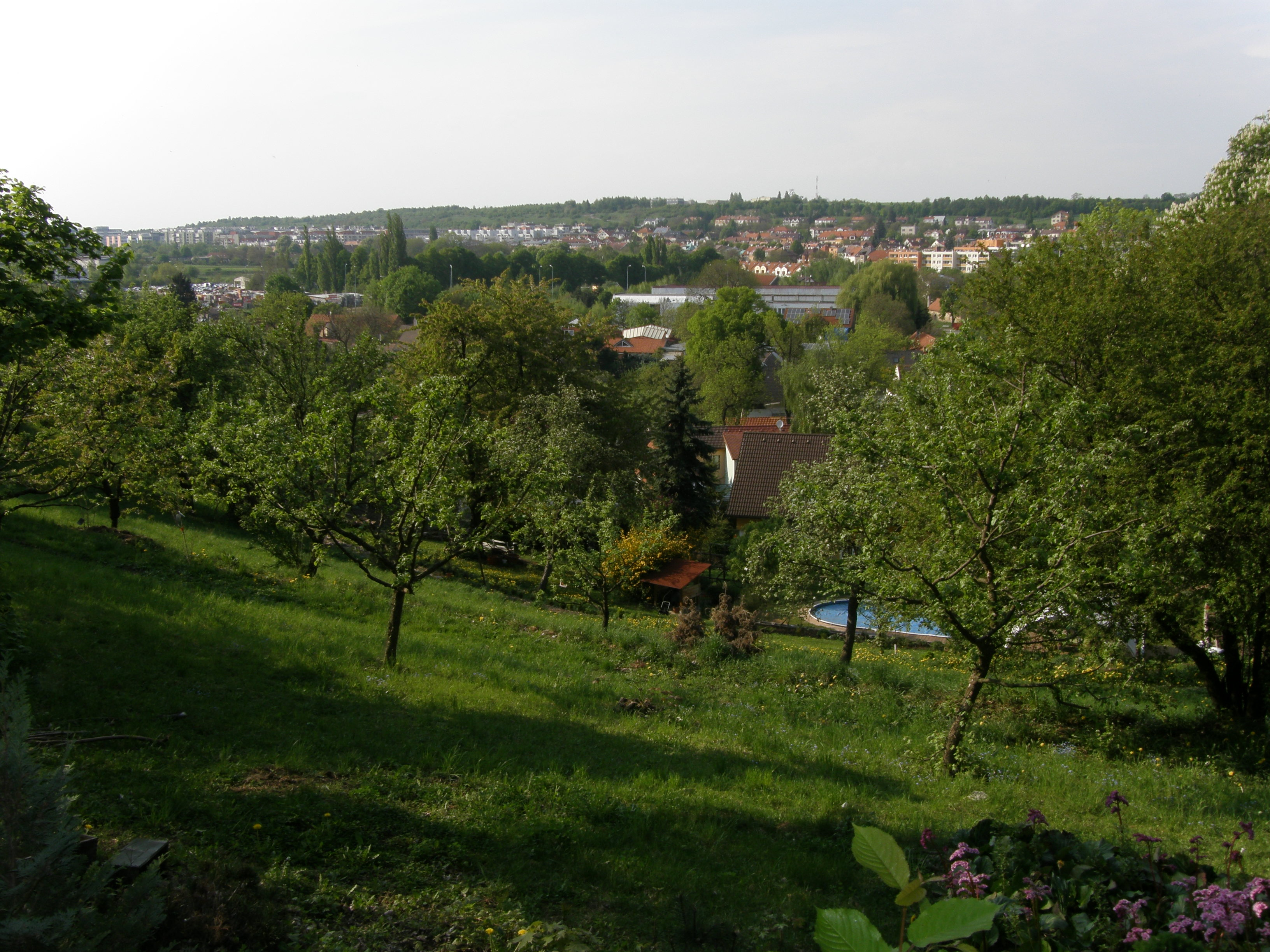
Jinonice fotografováno od hřbitova
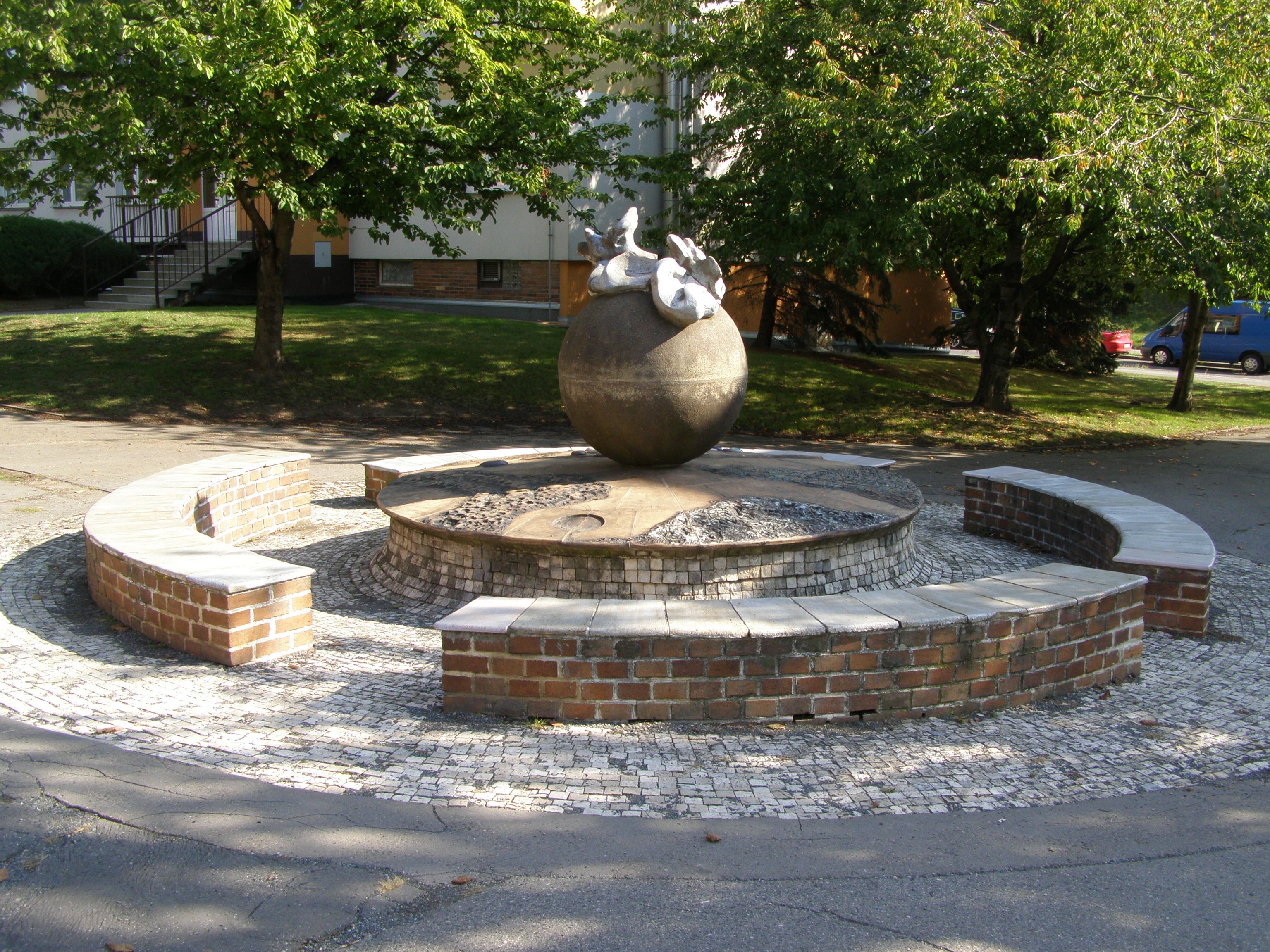
„Holubice míru“ - Umělecký objekt (pískovec, keramika) na jinonickém sídlišti
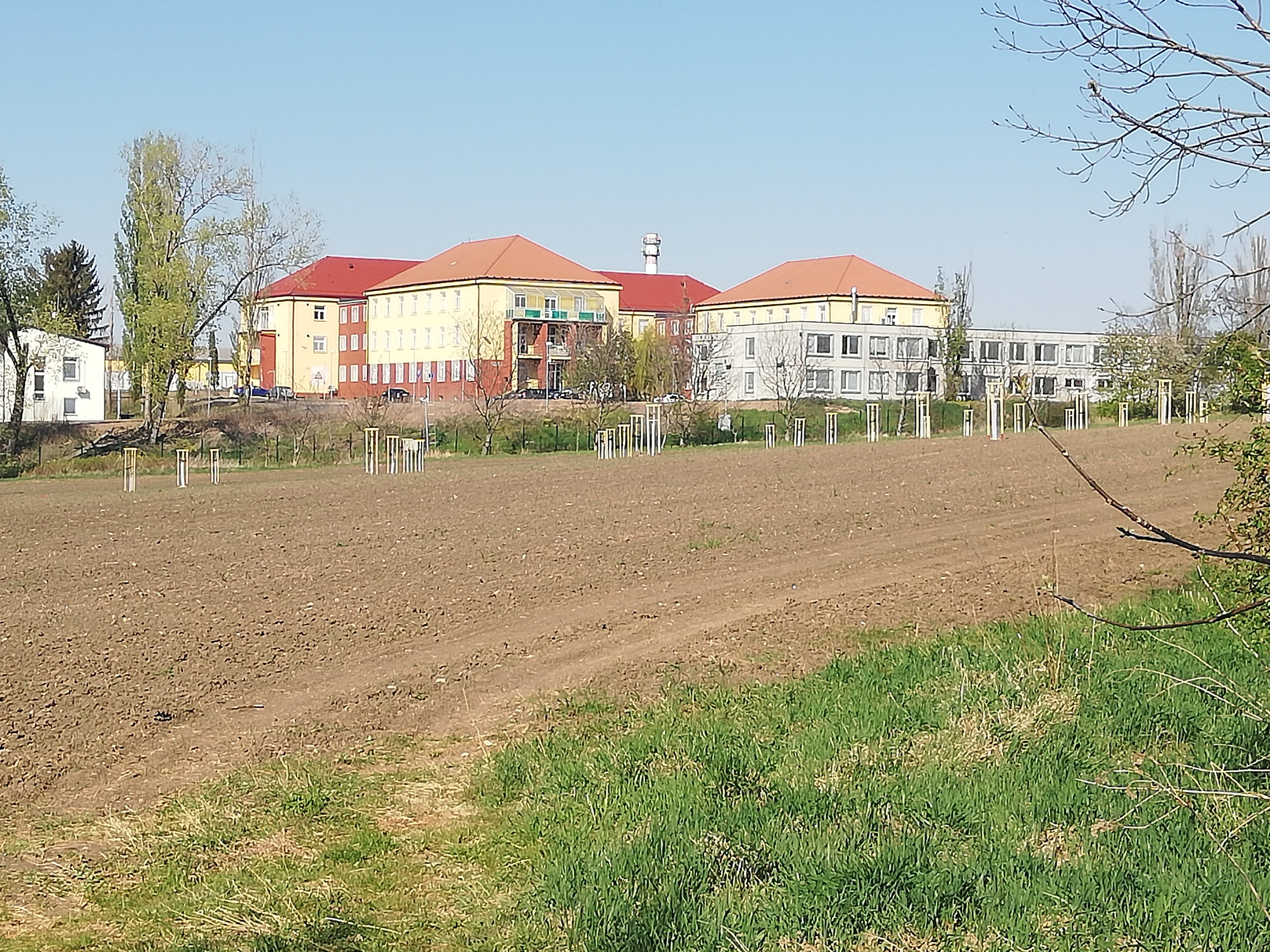
Bývalý vojenský výzkumný ústav (1960–2004)
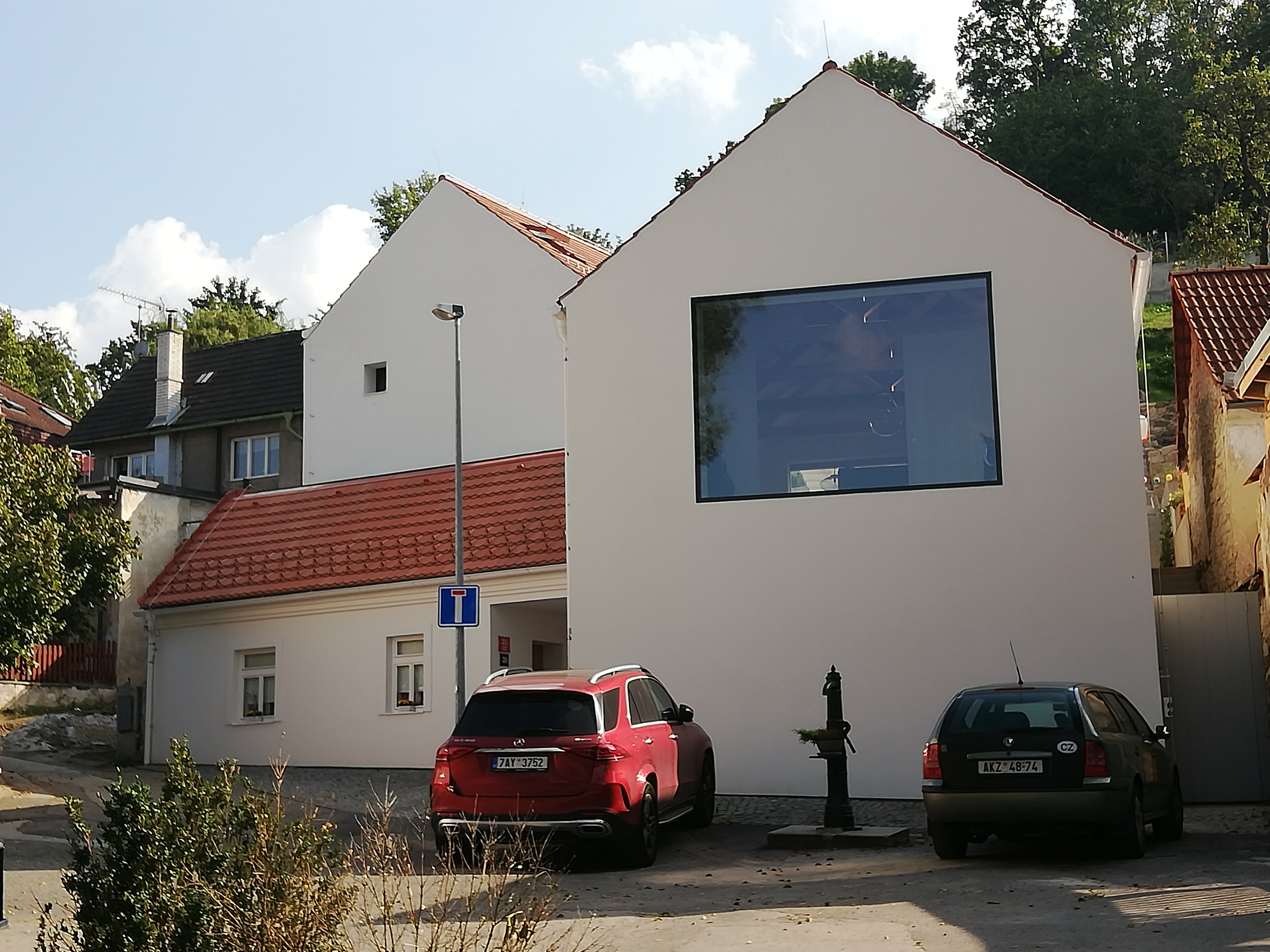
Dům Pod skalou – vítěz soutěže „Interiér roku 2019“
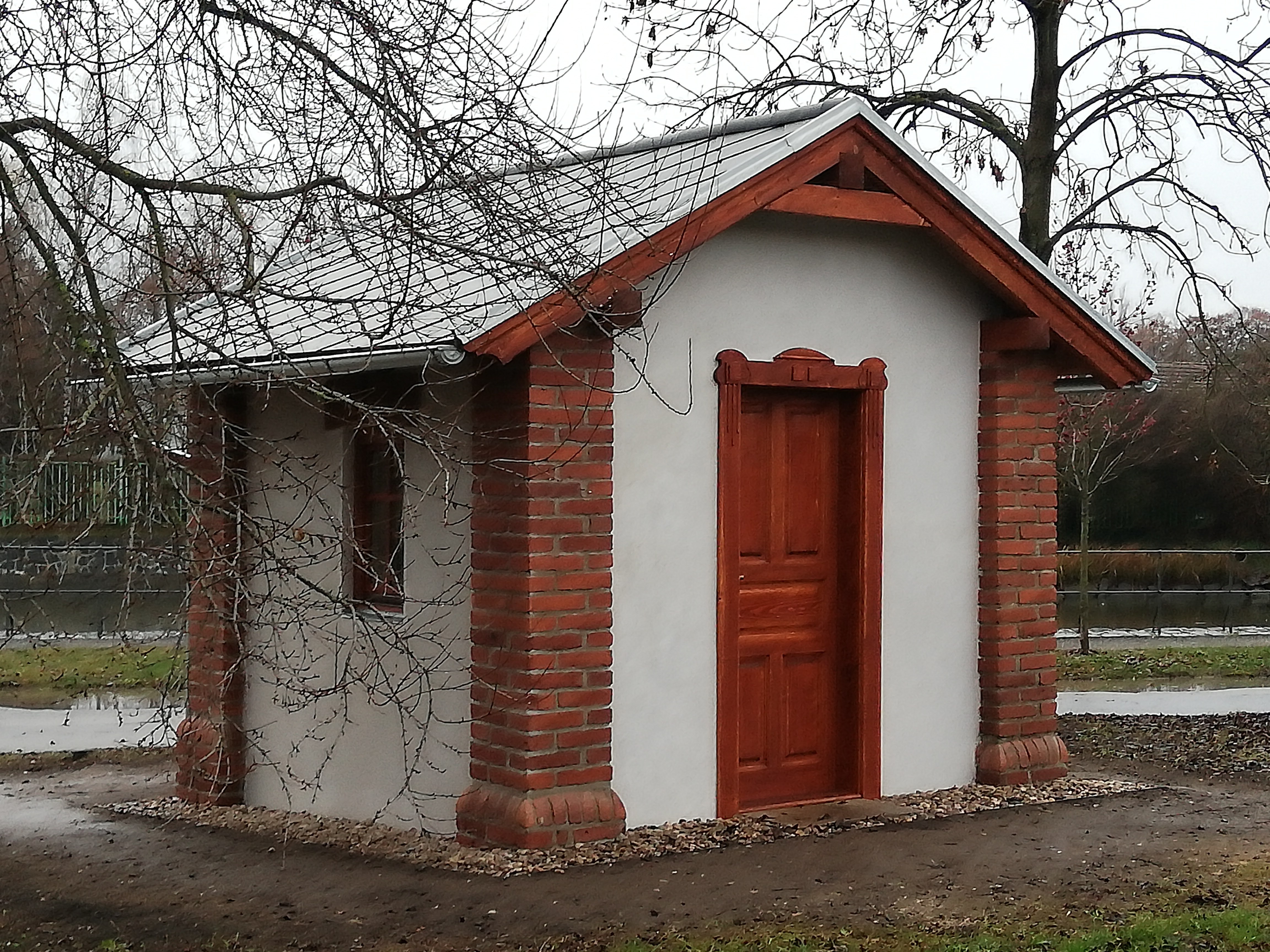
Památkově chráněný vážní domek u Butovického rybníka
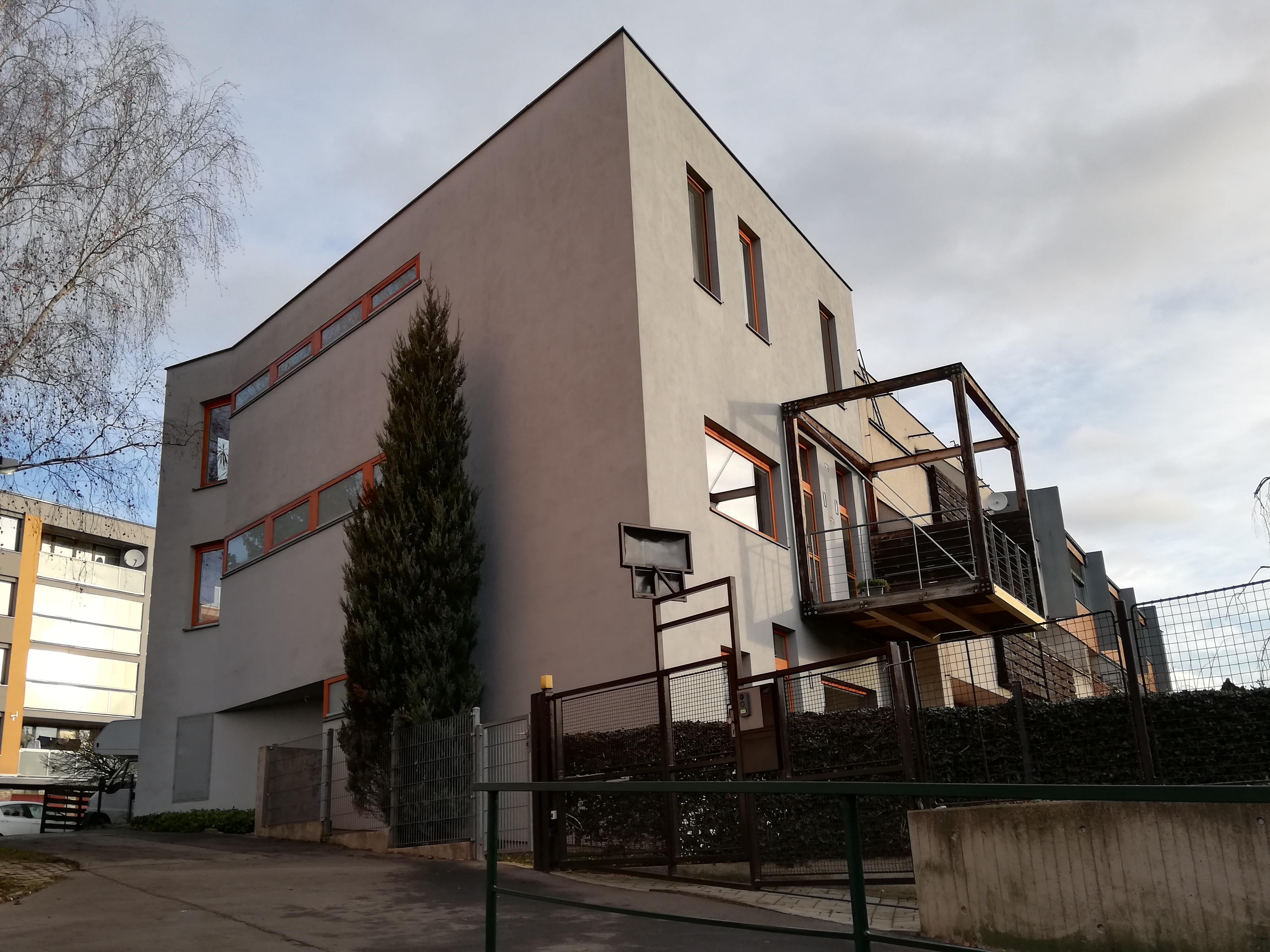
Řadový rodinný dům v Polívkově ulici
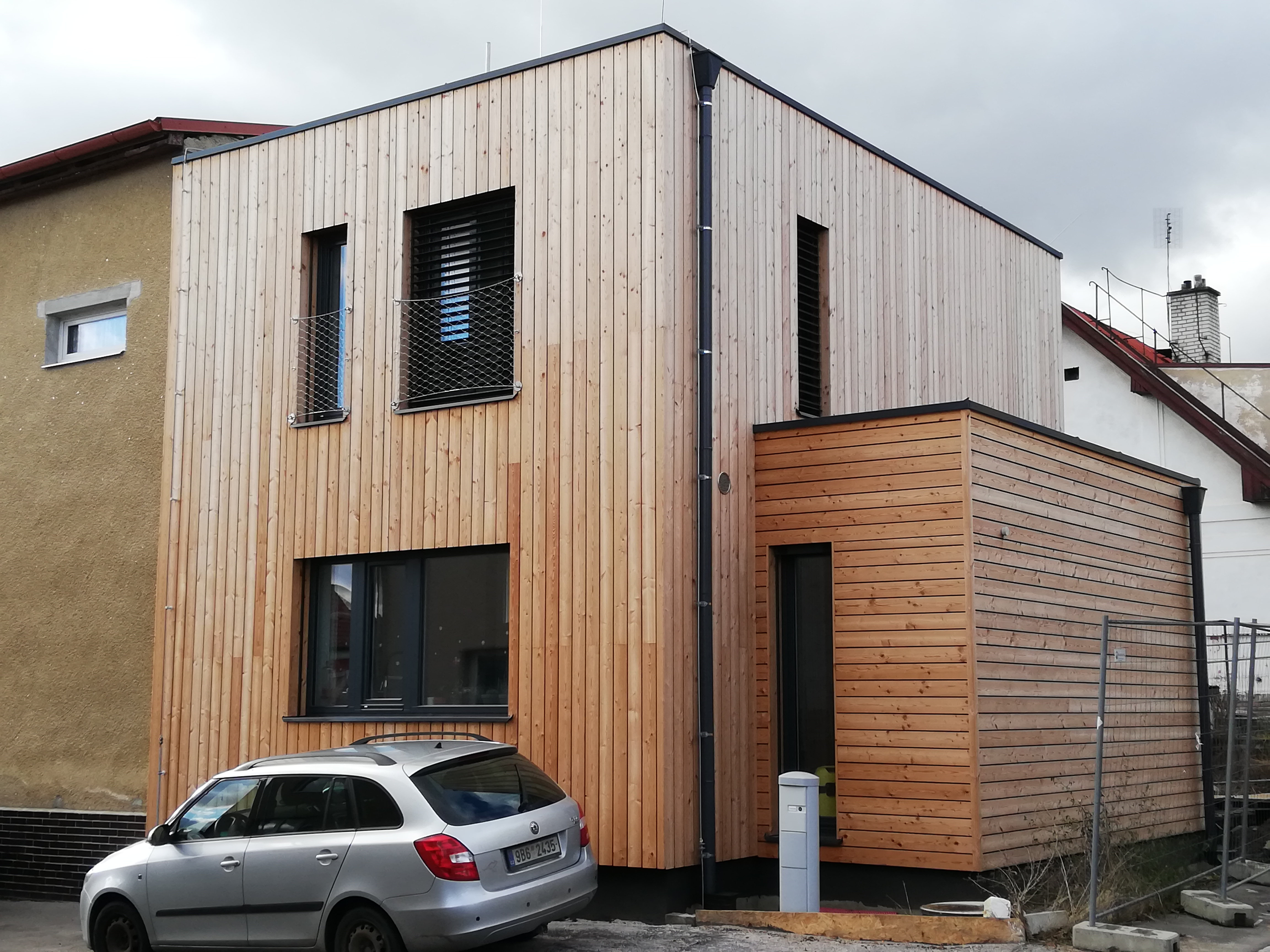
Rohový rodinný dům v Záluské ulici
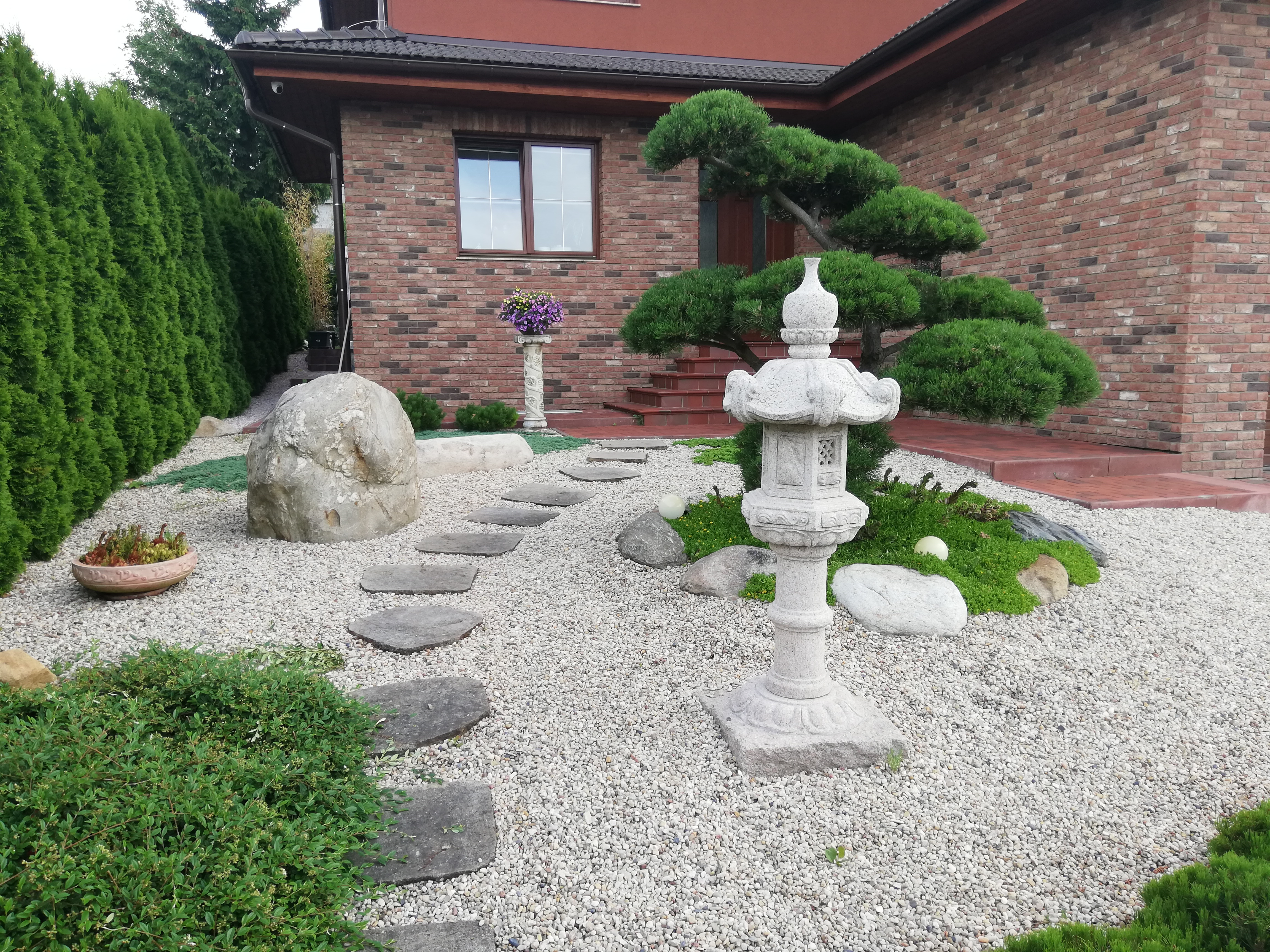
Japonská zahrada u domu na adrese: Za Zámečkem 924
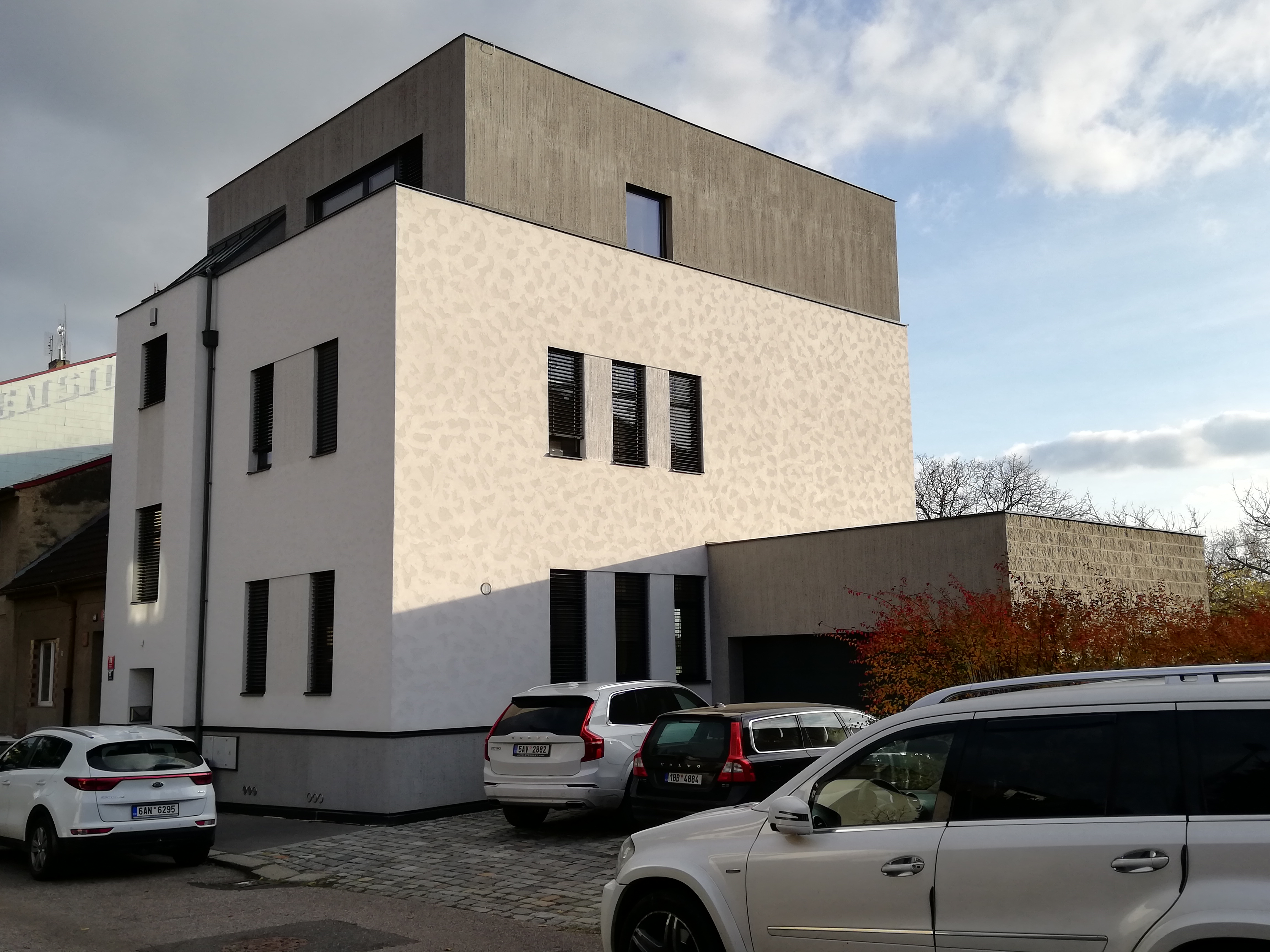
Dům v ulici V Roháčích 21
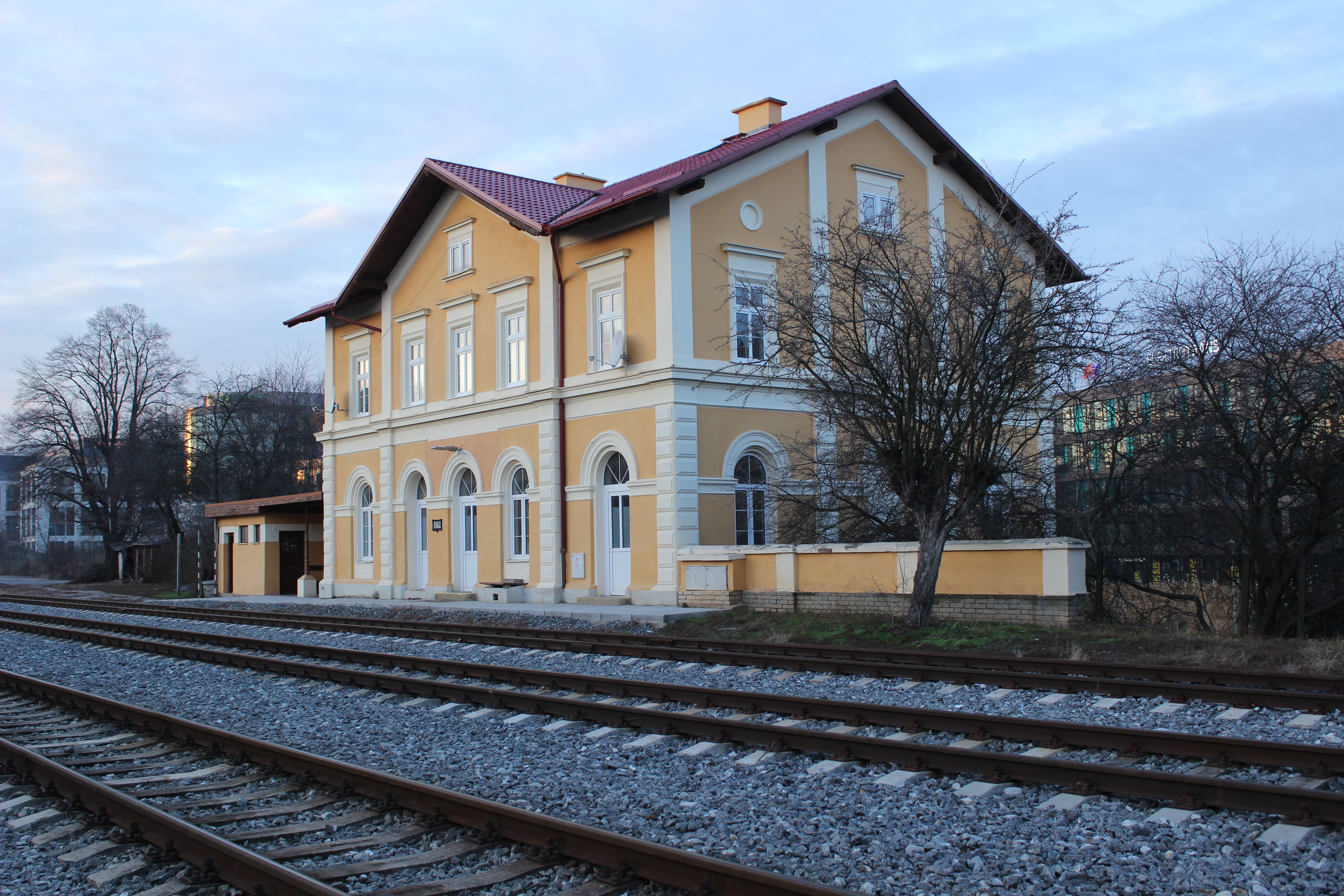
Bývalé vlakové nádraží